# لوحات بريشة أدولف هتلر

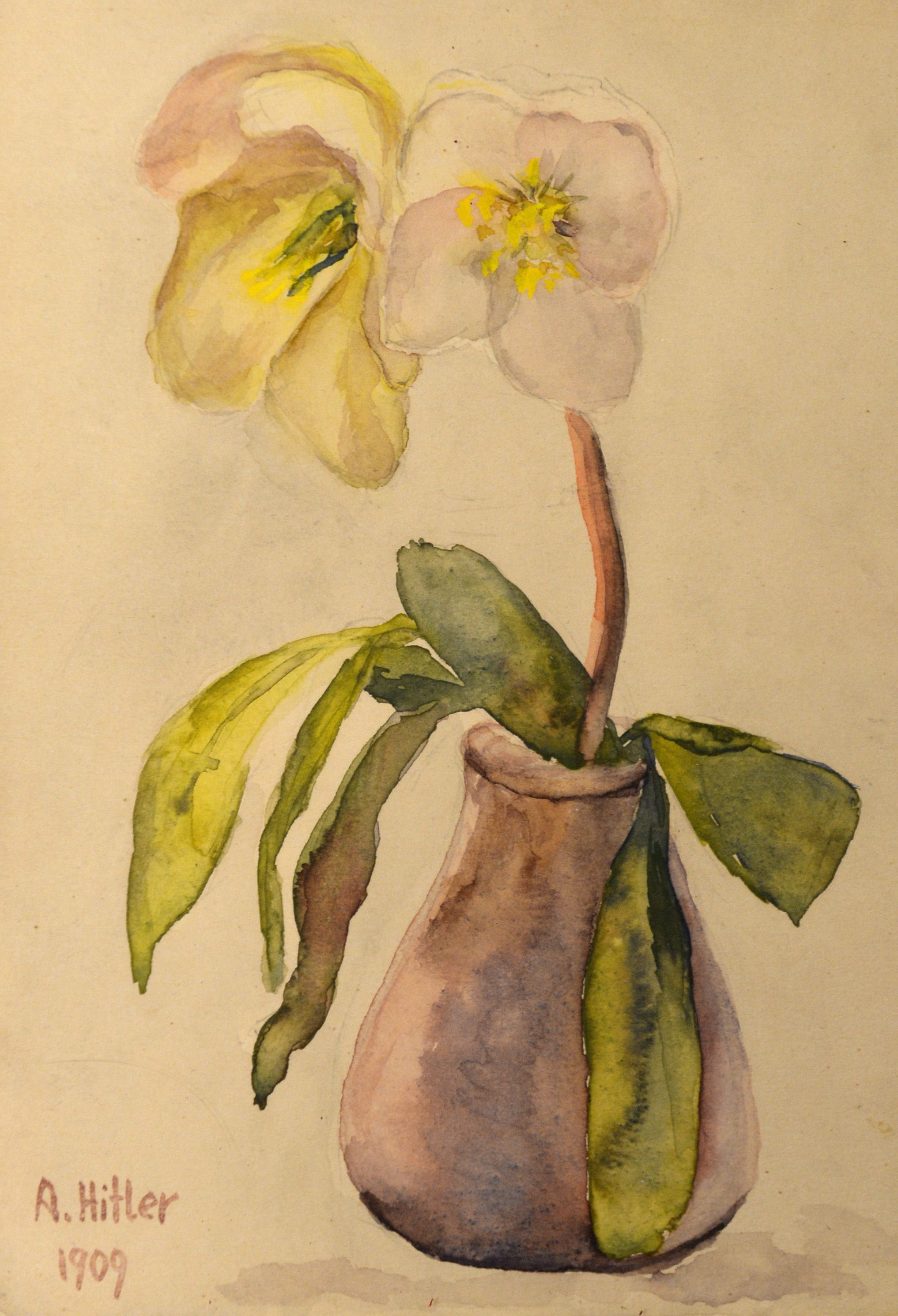
أزهار، بريشة هتلر 1909. ملكية خاصة.

 كان ادولف هتلر حاكماً لألمانيا من عام 1933 إلى عام 1945، وكان مبدع بالرسم name="ColottiMariani5">Enzo Colotti؛ Riccardo Mariani (30 يونيو 2005). The watercolors of Hitler: recovered art works : homage to Rodolfo Siviero; with texts. Fratelli Alinari spa. ص. 5. ISBN:978-88-7292-054-1. مؤرشف من الأصل في 2019-11-30. اطلع عليه بتاريخ 2012-03-04.</ref> أنتج مئات الأعمال وباع لوحاته في محاولة لكسب لقمة العيش خلال سنوات عمله في فيينا (1908-1913). على الرغم من قلة النجاح من الناحية المهنية، استمر في الرسم طوال حياته. الرأي العام على أسلوبه الفني مُختلط. لقد تم انتقاده لكونه باردًا ولا يحتوي على شعور، حيث جادل الكثيرون بأن هتلر كان لديه موهبة أكبر كمهندس معماري، وقد أظهر ذلك من خلال كيفية تعامله مع العمارة في لوحاته مُقارنة بالتفاصيل الأخرى مثل الأشجار والشُخوص.

## أسلوب هتلر وألهامه
كانَ لهتلر أسلوب مُتقَن بشكل كبير عند تعامله مع الهندسة المعمارية في لوحاته. ولكن بدلاً من التقدم في نفوذه الفني، نسخ هتلر أغلب أعماله من فناني القرن التاسع عشر وأساتذة آخرين. ادعى أنه تَخليق لعديد من الحركات الفنية ولكنه استمد بشكل أساسي من الكلاسيكية وعصر النهضة الإيطالية والنيوكلاسيكية. اعتبر هتلر «رودولف فون ألت» أعظم معلم له، يُظهر الاثنان تشابُهًا في الاسلوب والموضوعات وكذلك في استخدام اللون، لكن «ألت» يعرض المناظر الطبيعية بصورة تعطي اهتمامًا متساويًا إن لم يكن أكثر للطبيعة والبيئة المحيطة من الهندسة المعمارية.
عمل هتلر بشكل أساسي بالألوان المائية، يقول «تشارلز سنايدر» إن ألوان هتلر المائية غالبًا ما تُظهر اهتمامًا تفصيليًا بالهندسة المعمارية على عكس المعالجة التقليدية والإهمال للنباتات والأشجار التي غالبًا ما تؤطر الموضوع.

## تاريخ

### طموحه الفني
في سيرته الذاتية عام 1925 «كِفاحي»، وصف أدولف هتلر كيف أراد، في شبابه، أن يصبح فنانًا محترفًا، قبلَ ان تتحطم أحلامه بعدَ فشله في امتحان القبول في أكاديمية الفنون الجميلة في فيينا. تم رفض هتلر مرتين من قبل المعهد، مرة في عام 1907 ومرة أخرى في عام 1908. في امتحانه الأولى، اجتاز الجزء الأولي منه والذي كان يتمحور حول رسم اثنين من المشاهد الأيقونية أو التوراتية، في دورتين مدة كل منهما ثلاث ساعات. الجزء الثاني كان لتوفير محفظة معدة مسبقًا للممتحنين. وقد لوحظ أن أعمال هتلر احتوت على عدد قليل جدًا من الرؤوس. اعتبر المعهد أن موهبته في العمارة أكثر من الرسم. اقترح أحد المدربين، متعاطفًا مع وضعه ويَعتقد أن لديه بعض المواهب، أن يتقدم للالتحاق بكلية الهندسة المعمارية التابعة للأكاديمية. كان هذا الأمر يتطلب من هتلر العودة إلى المدرسة الثانوية التي تركها والتي لم يكن راغبًا في العودة إليها.

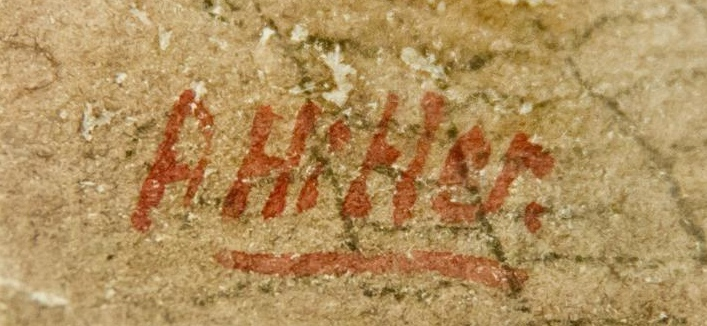
توقيع هتلر الفني.

وفقًا لمحادثة في أغسطس 1939 قبل اندلاع الحرب العالمية الثانية، نُشرت في الكتاب الأزرق للحرب البريطانية، أخبر هتلر السفيرة البريطانية «نيفيل هندرسون»:
«أنا فنان ولست سياسيًا. بمُجرد تسوية المسألة البولندية، أريد أن أُكمل حياتي كفنان.» 

### فترة فيينا

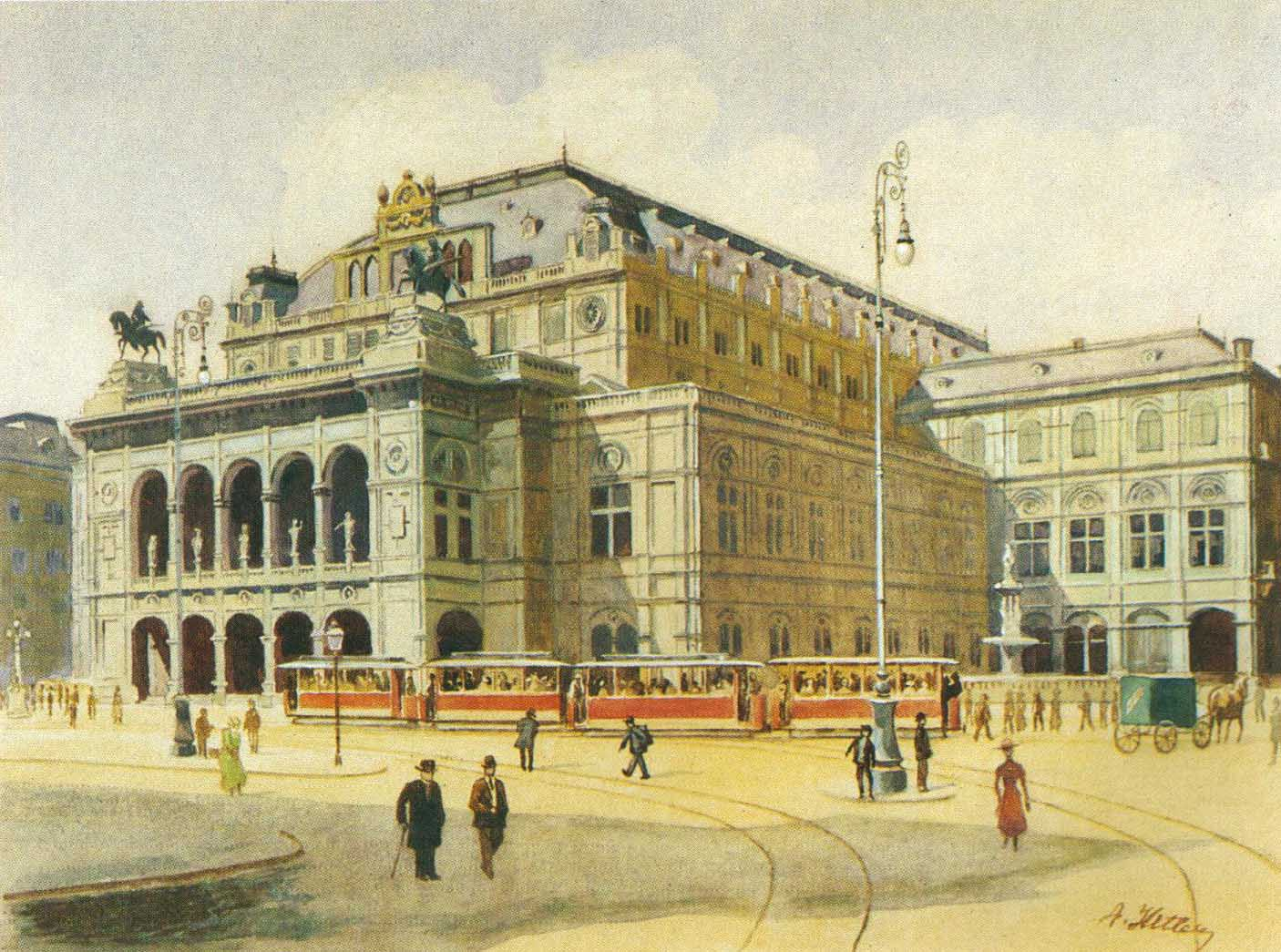
دار أوبرا فيينا، بريشة هتلر 1912. ملكية خاصة.

من عام 1908 إلى عام 1913، قام هتلر بتلوين البطاقات البريدية ورسم المنازل لكسب الرزق. رسم أول بورترية شخصية له في عام 1910 عن عمر يناهز 21 عامًا. تم اكتشاف هذه اللوحة، إلى جانب اثنتي عشرة لوحة أخرى لهتلر، من قبل الرقيب بالجيش الأمريكي الرائد «ويلي جي ماكينا» في عام 1945 في إيسن، ألمانيا.
اشترى «صمويل مورجنسترن»، وهو رجل أعمال نمساوي وشريك تجاري لهتلر في فترة عيشه في فيينا، العديد من لوحات هتلر الشاب. وفقًا «لمورجنسترن»، جاء هتلر إليه لأول مرة في بداية عقد العشرينيات من القرن الماضي، إما في عام 1911 أو في عام 1912. وعندما جاء هتلر إلى متجر «مورجنسترن» للزجاج للمرة الأولى، قدم «لمورجنسترن» ثلاثًا من لوحاته. احتفظ «مورجنسترن» بسجلات مفصلة لعملائه، والتي من خلالها كان من الممكن تحديد المشترين من لوحات هتلر الشاب. وجد أن غالبية المشترين كانوا من اليهود. اشترى أحد عملاء «مورجنسترن» المهمين، وهو محام اسمه جوزيف فينجولد، سلسلة من اللوحات لهتلر تصور فيينا القديمة.

### الحرب العالمية الأولى
عندما خدم هتلر في الحرب العالمية الأولى في سن 25 عام 1914، حمل معه ورقًا وقماشًا وقضى ساعات من وقت الإجازة في الرسم والتلوين. كانت الأعمال التي رسمها خلال هذه الفترة من بين أعماله الأخيرة قبل أن يصبح سياسيًا. تضمنت موضوعات رسوماته في زمن الحرب منازل المزارعين، ومحطات التزيين، وما إلى ذلك.

### المبيعات

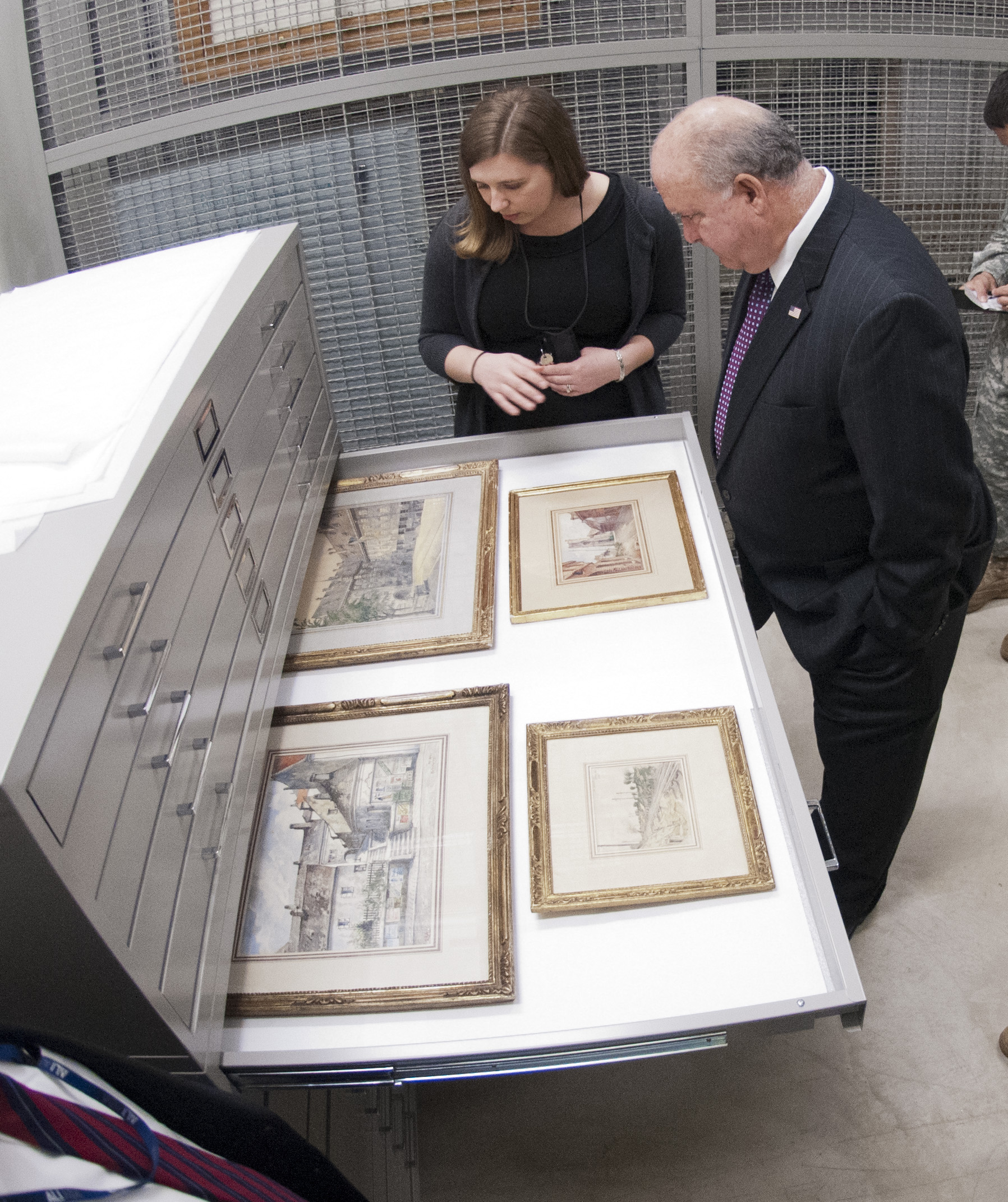
لوحات مائية مملوكة لمصور هتلر الشخصي «هاينريش هوفمان» محفوظة في مركز الجيش للتاريخ العسكري.

تم الاستيلاء على عدد من لوحات هتلر من قبل جيش الولايات المتحدة في نهاية الحرب العالمية الثانية. تم نقلهم إلى الولايات المتحدة مع مواد أخرى تم الاستيلاء عليها وما زالت محتجزة من قبل حكومة الولايات المتحدة، والتي ترفض السماح بعرضها. تم الاحتفاظ بلوحات أخرى من قبل أفراد عاديين. في العقد الأول من القرن الحادي والعشرين، بدأ بيع عدد من هذه الأعمال في مزاد علني. في عام 2009، باعت دار مزادات مولوك شروبشاير 15 من لوحات هتلر بإجمالي 143358 دولارًا أمريكيًا، بينما باع بائعوا المزادات في مضمار لودلو في شروبشاير 13 عملاً بأكثر من 100000 يورو. في مزاد عام 2012 في سلوفاكيا، بيعت أحد لوحته بسعر 32 ألف يورو. وفي 18 نوفمبر 2014، بيعت لوحة مائية رسمها هتلر لمكتب التسجيل القديم في ميونيخ بمبلغ 130 ألف يورو في مزاد في نورمبرج. تضمنت اللوحة المائية فاتورة بيع ورسالة موقعة من «ألبرت بورمان»، والتي ربما تكون قد ساهمت في ارتفاع سعر البيع نسبيًا.
في عام 2015، أقيم مزاد في دار ويلدر للمزادات في نورمبرغ حيث بيع إجمالي 14 لوحة مؤرخة من 1904 إلى 1922 من قبل هتلر مقابل 391000 يورو. بيع لوحة مائية لقلعة نويشفانشتاين مقابل 100 ألف يورو لمشتر من الصين. قبل عام من ذلك، باع دار ويلدر للمزادات لوحة لمشترٍ من الشرق الأوسط مقابل 152 ألف يورو. في يوليو 2017، باعت مزادات مولوك لوحتين نادرتين تُصور منزلًا على بُحيرة.

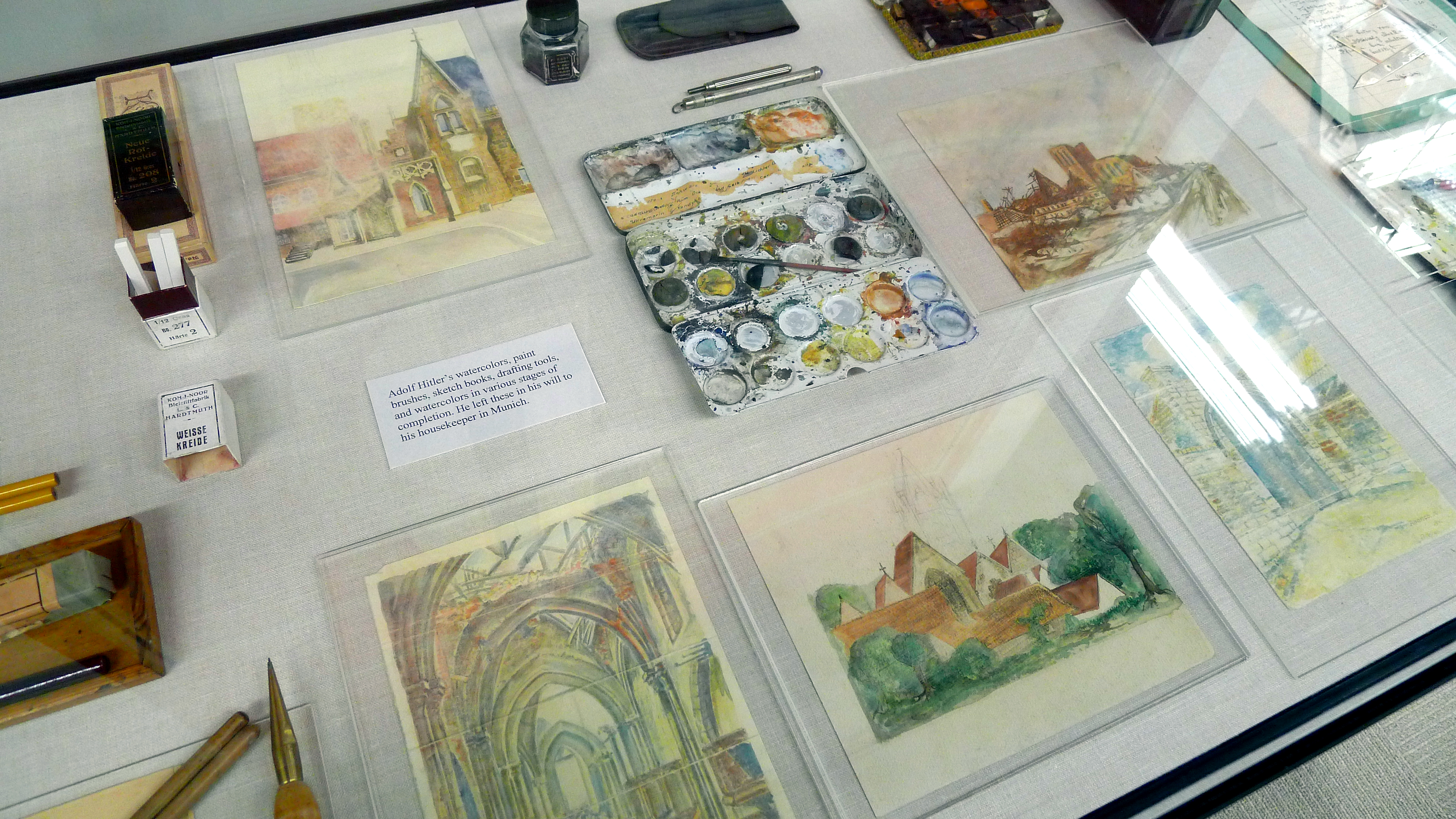
رسومات هتلر المائية وكتب التخطيط وأدوات الصياغة. المتحف الدولي للحرب العالمية الثانية في ناتيك، ماساتشوستس.

يُقدر الخبراء أن هُناك 300 عمل فقط مكتمل لهتلر على مدار حياته؛ ومع ذلك، ذكر هتلر في كتابه «كِفاحي» أنه أثناء وجوده في فيينا، كان ينتج حوالي لوحتين أو ثلاث لوحات في اليوم. حتى لو كان يرسم لوحة واحدة في اليوم للسنوات التي قضاها في فيينا، فإن هذا الرقم سيكون أكثر من 600. «بيتر يان»، ربما أحد أبرز الخبراء في فن هتلر، قال إنه أجرى مقابلتين مع هتلر. قال فيها هتلر إنه خلال السنوات الست التي قضاها في فيينا وميونيخ، من عام 1908 إلى عام 1914، أنتج أكثر من ألف لوحة، بعضها بالزيوت.
كان «يان» أحد الأشخاص الأصليين الذين عينهم هتلر، قبل أن يضُم هتلر النمسا في عام 1938، لتحديد وشراء اللوحات التي رسمها من عام 1907 إلى عام 1912، ومن عام 1921 إلى عام 1922. تعقب «يان» أعمال هتلر المبكرة، حتى تم استدعاؤه للخدمة العسكرية. أصبح «يان» مستشارًا فنيًا للسفارة الألمانية في فيينا عام 1937، حيث كان يبحث بعد ذلك عن قطع فردية من فن هتلر ويشتريها ويجمعها، من أجل تدمير غالبية اللوحات كما يُزعم. باع «يان» واحدة من أكبر مجموعات فن هتلر، حوالي 18 قطعة، بمتوسط سعر بيع قدره 50000 دولار.
إحدى المجموعات الخاصة الأكثر شمولاً لفن هتلر كانت موجودة في المتحف الدولي للحرب العالمية الثانية في ناتيك، ماساتشوستس.

## التحليل النقدي
في عام 1936، بعد رؤية اللوحات التي قدمها هتلر إلى أكاديمية فيينا للفنون، كتب «جون غونتر»، وهو صحفي ومؤلف أمريكي:
«إنها مبتذلة، وخالية تمامًا من الإيقاع أو اللون أو المشاعر أو الخيال الروحي. إنها رسومات مُهندس معماري: مؤلمة وذات صياغة دقيقة؛ لا شيء أكثر من ذلك. فلا عجب أن أساتذة فيينا قالوا له أن يذهب إلى مدرسة معمارية ويتخلى عن الفن النقي باعتباره ميؤوسًا منه».
طُلب من أحد النقاد الفنيين المعاصرين في عام 2002 مراجعة بعض لوحات هتلر دون إخباره بمن رسمها، قال:
«إنهم جيدون جدًا، لكن الأسلوب المُختلف الذي رسم بهِ الشخصيات البشرية يُمثل عدم اهتمام عميق بالناس.» 

## معرض

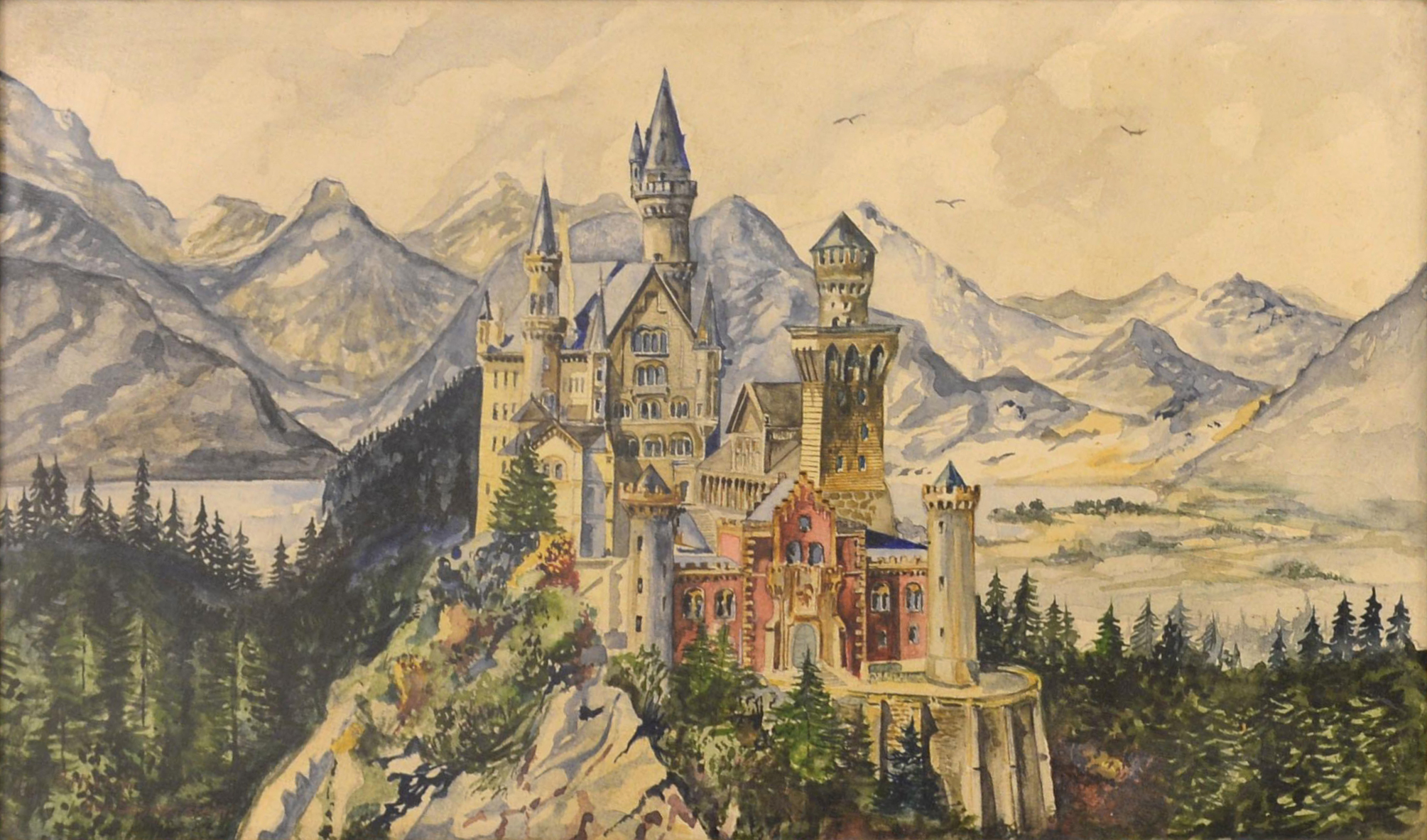
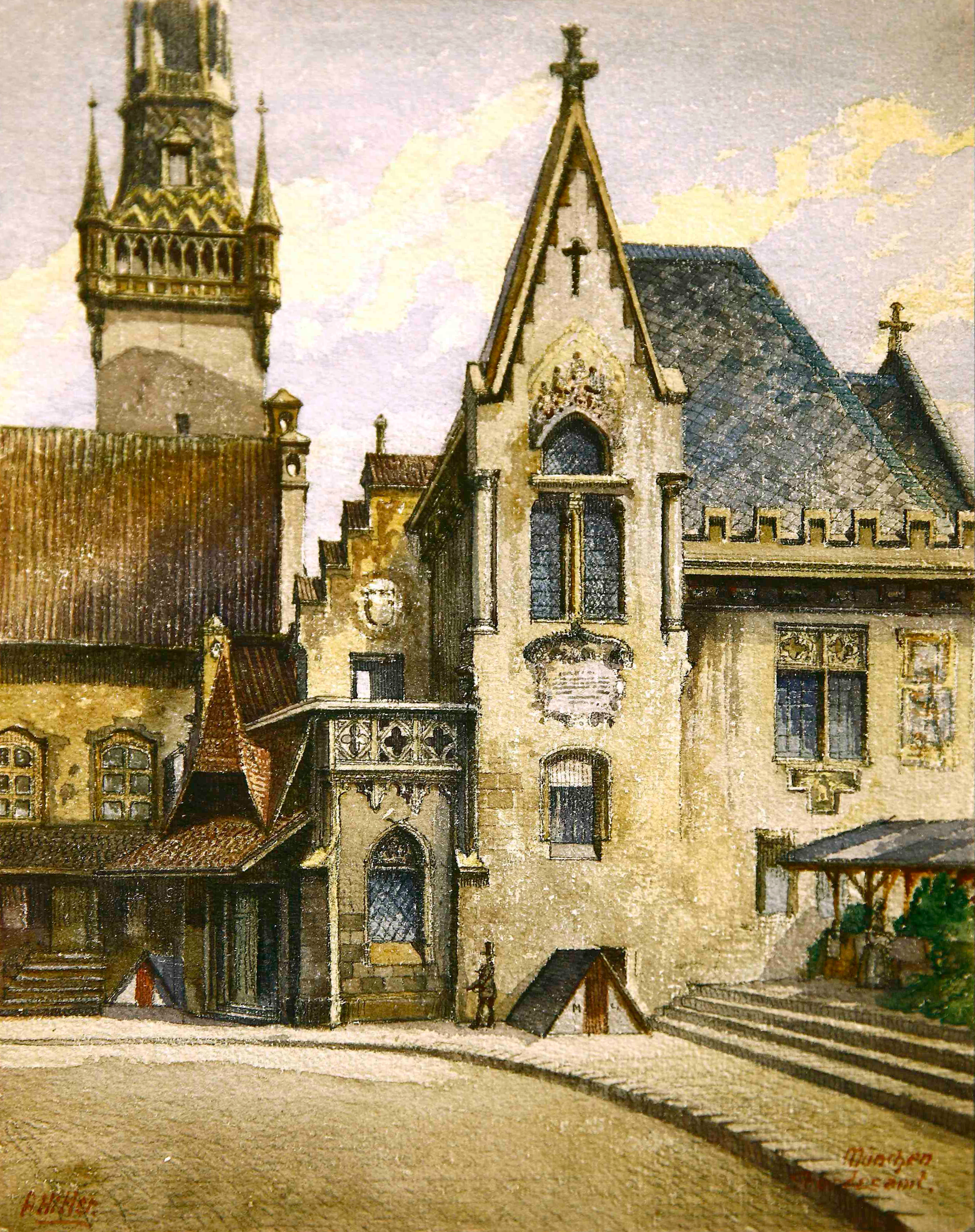
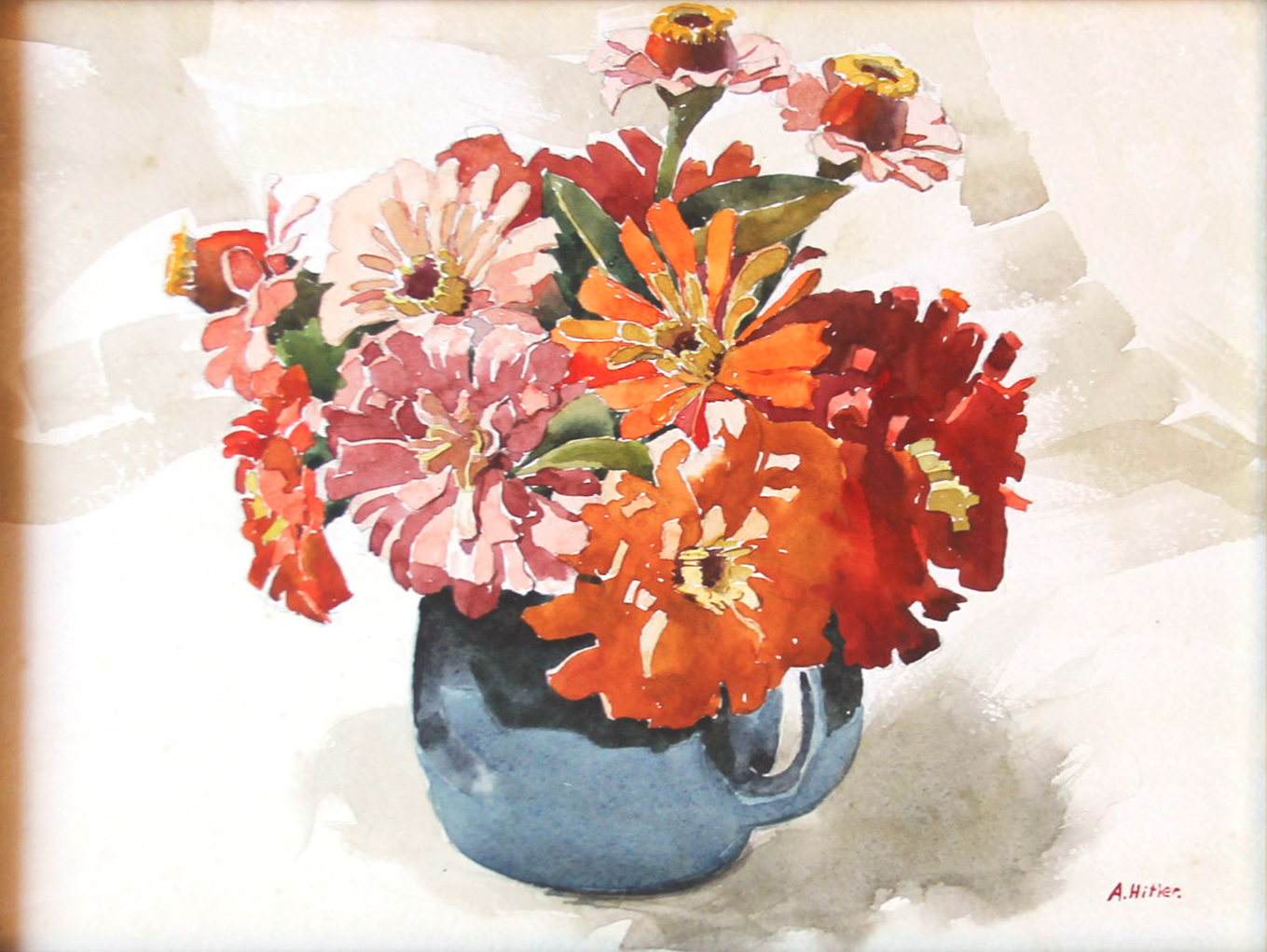
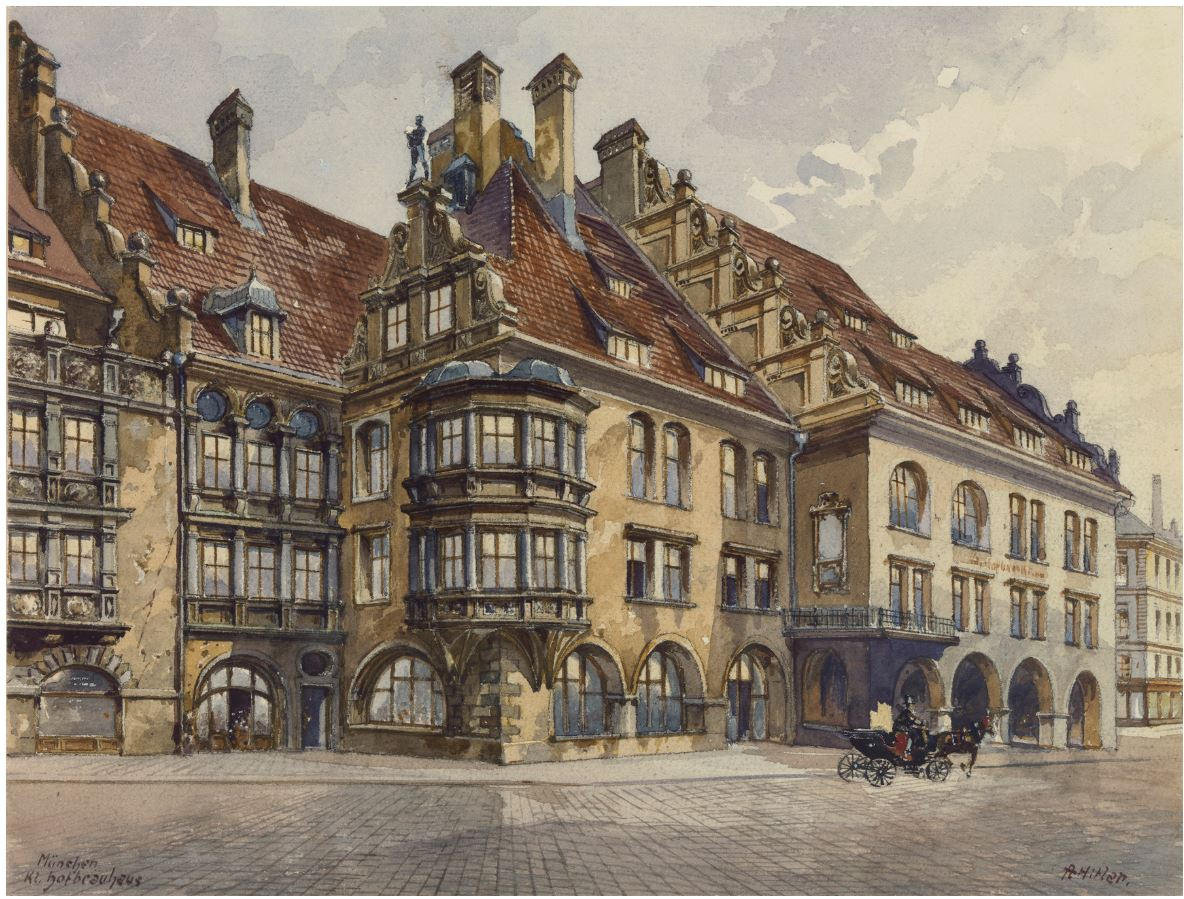
1914
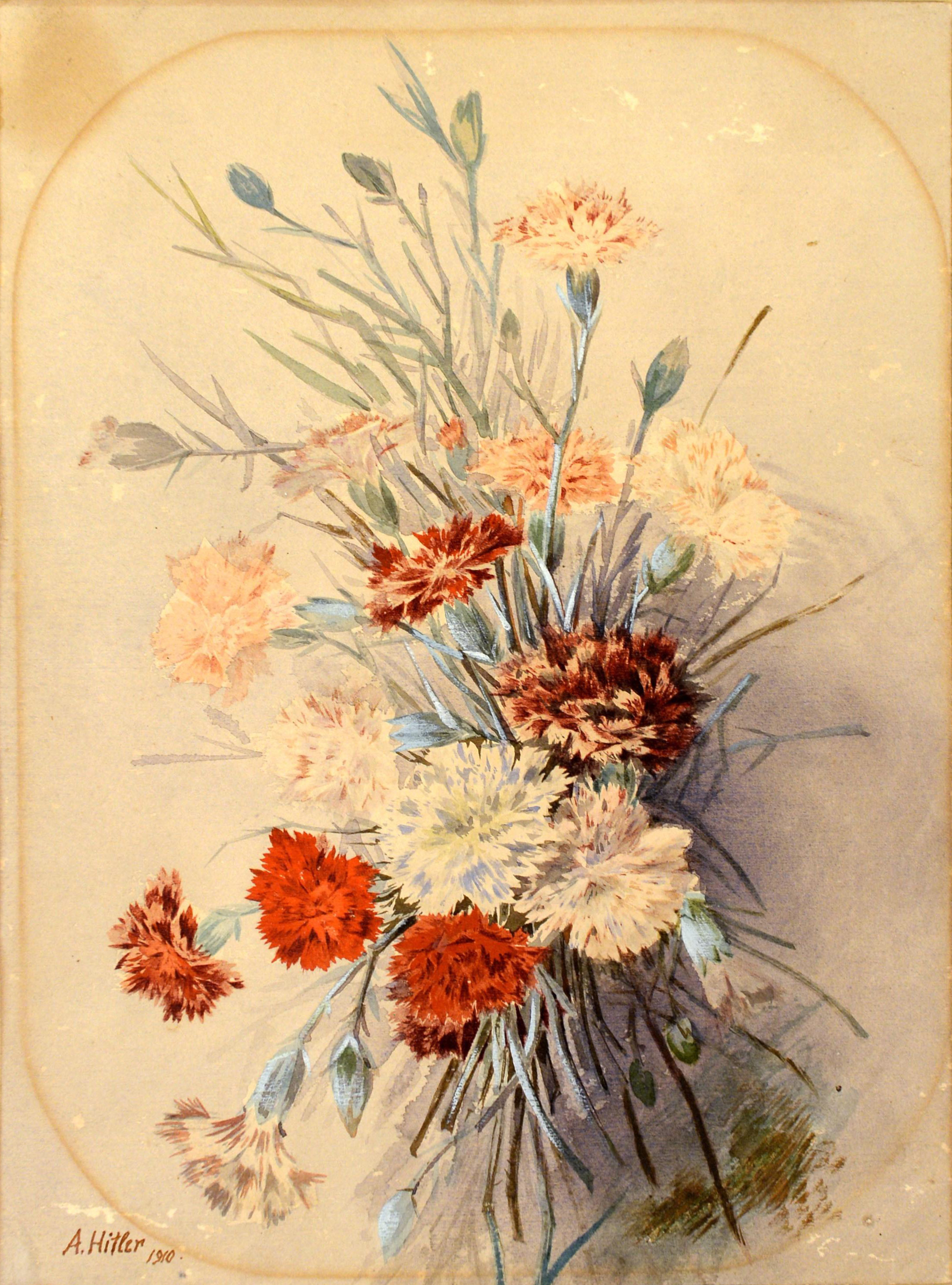
1910
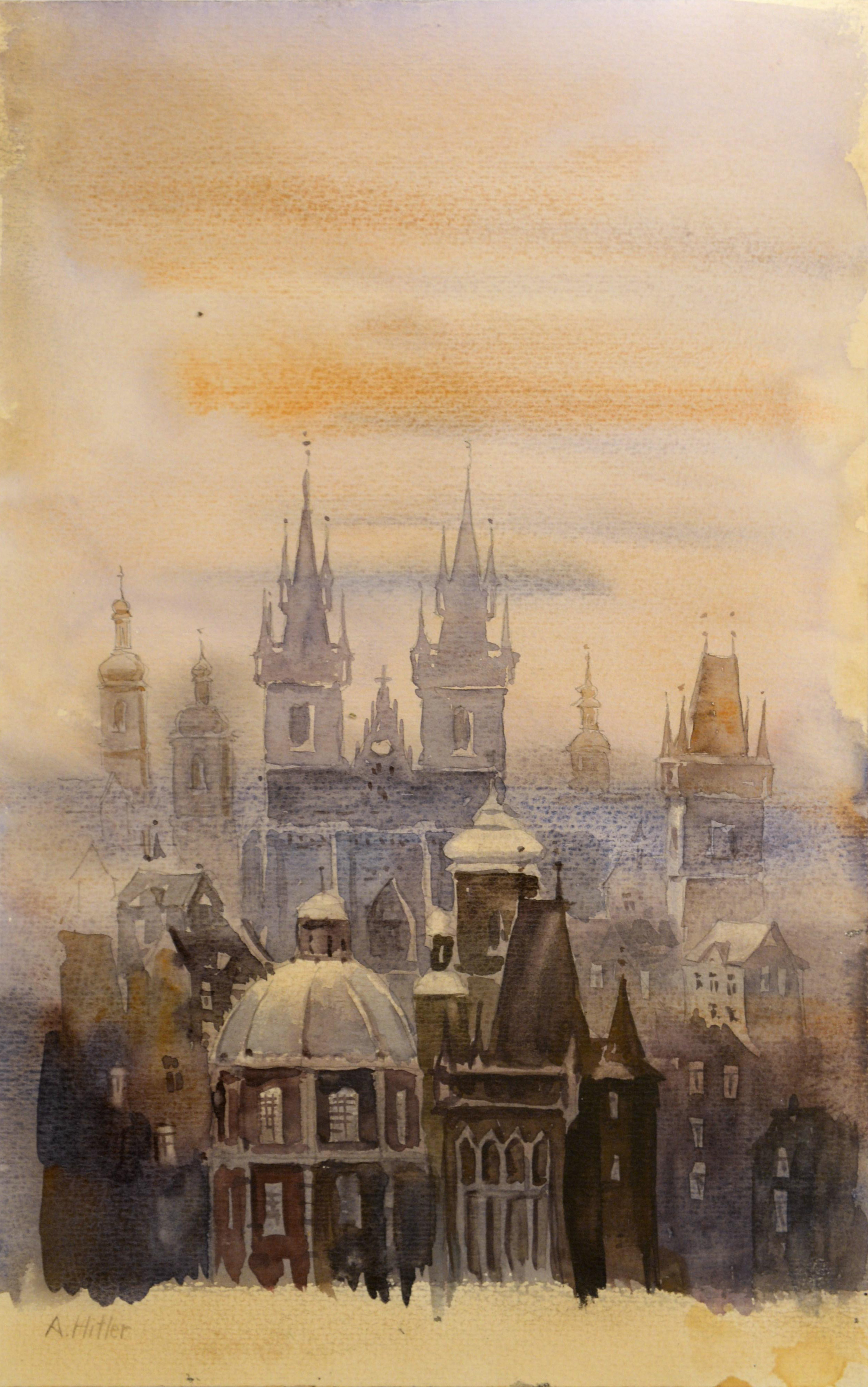
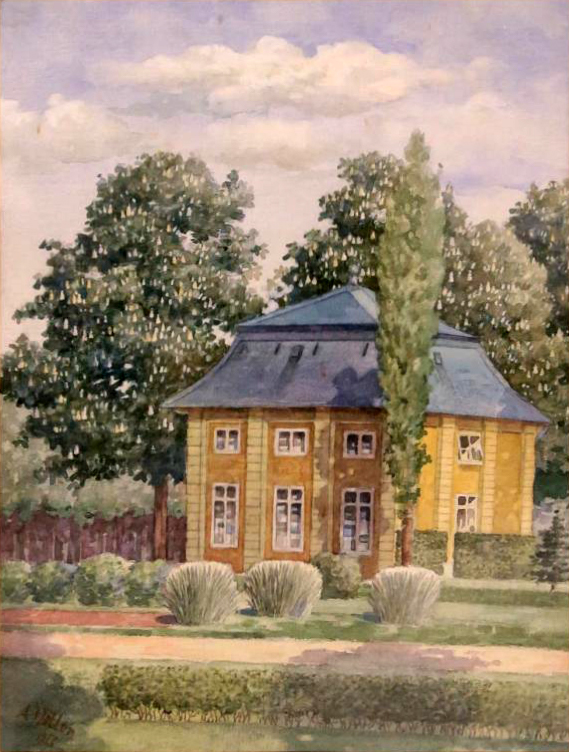
1913
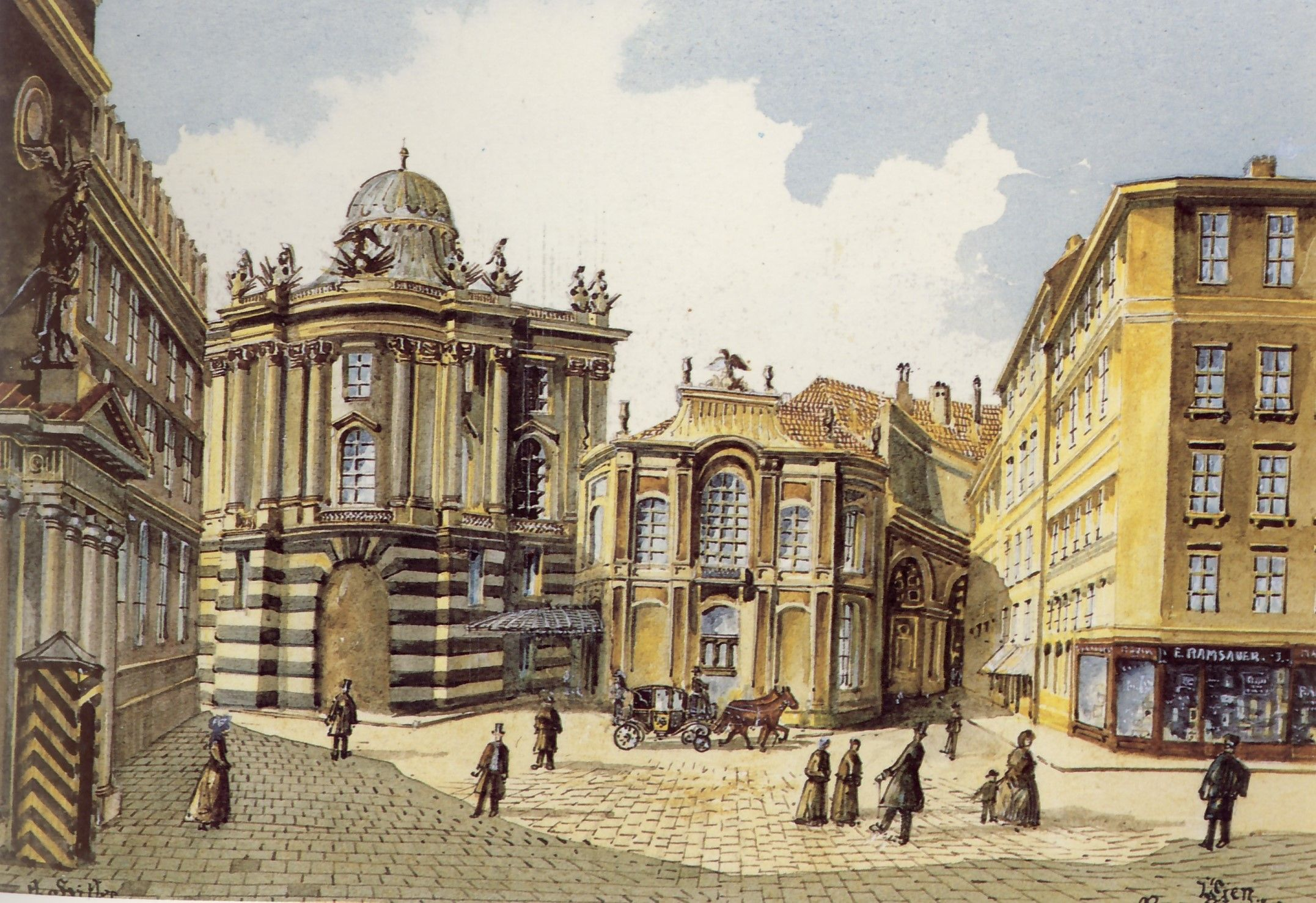
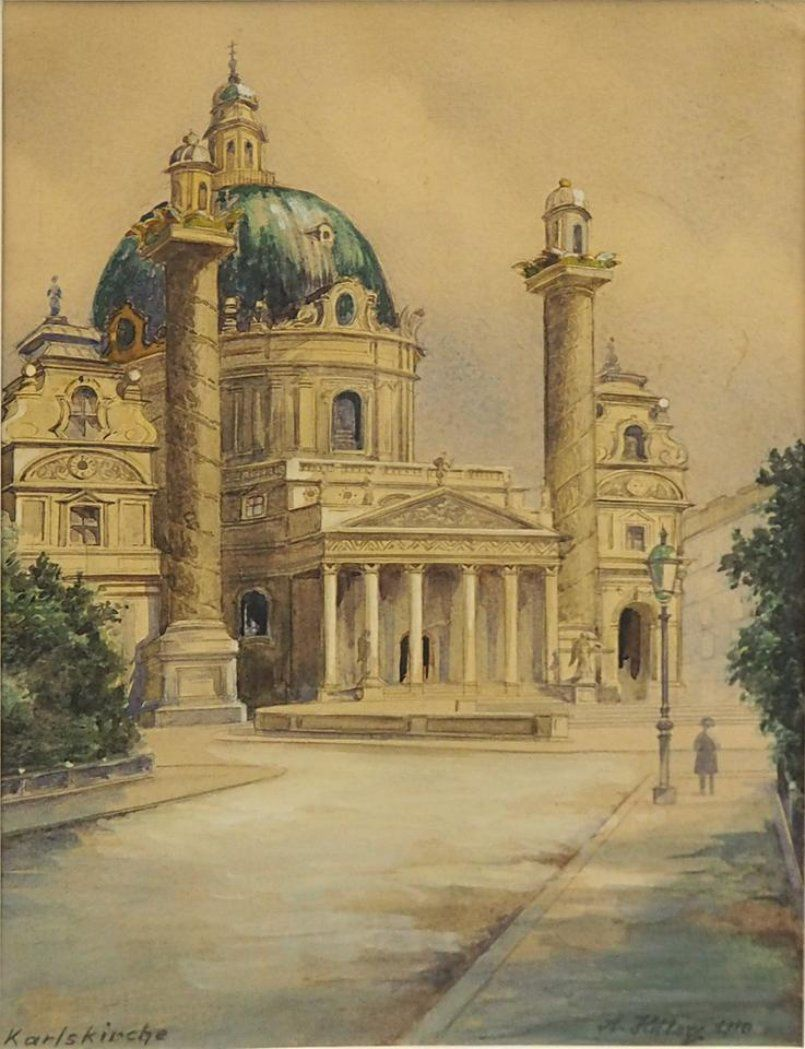
1910
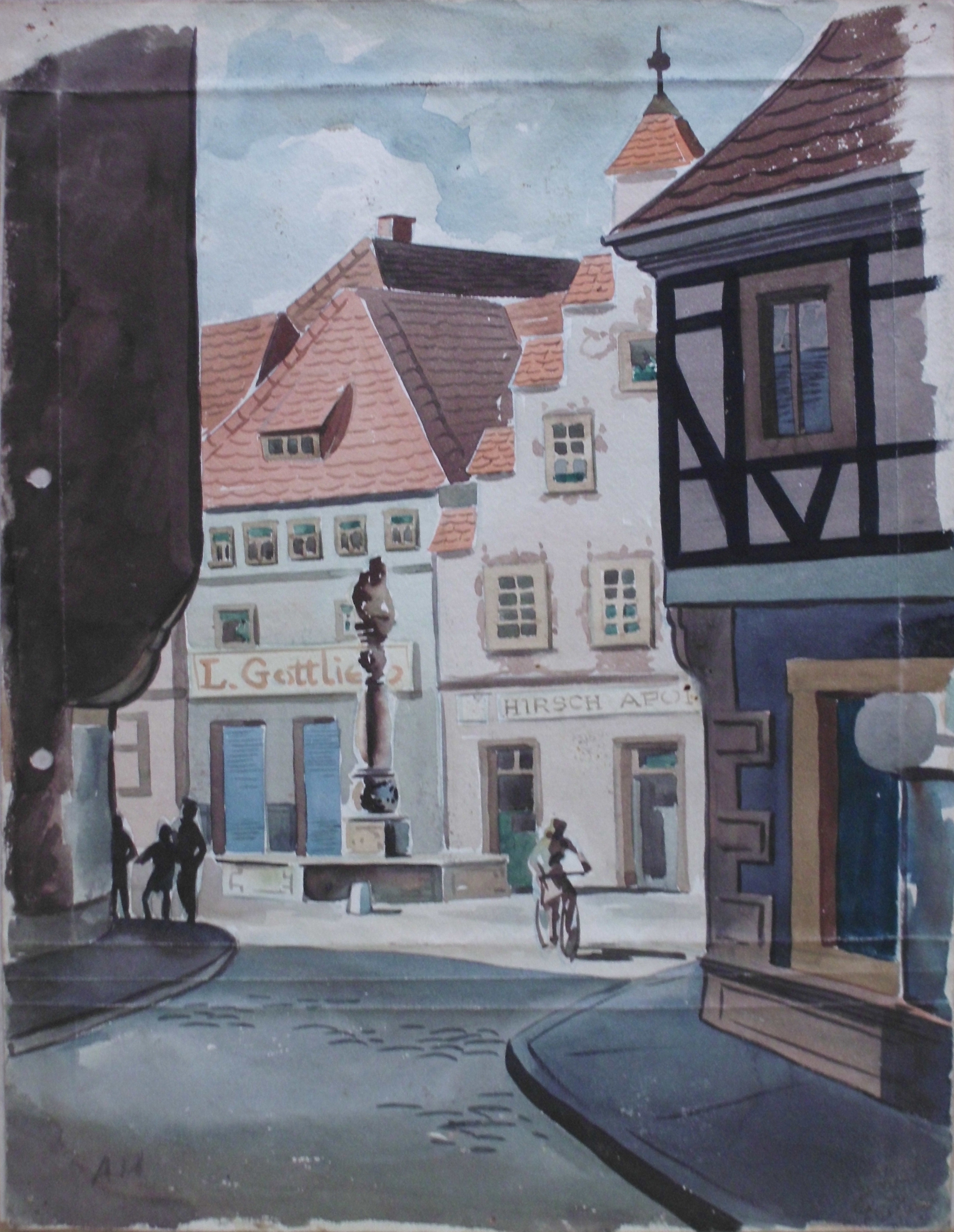
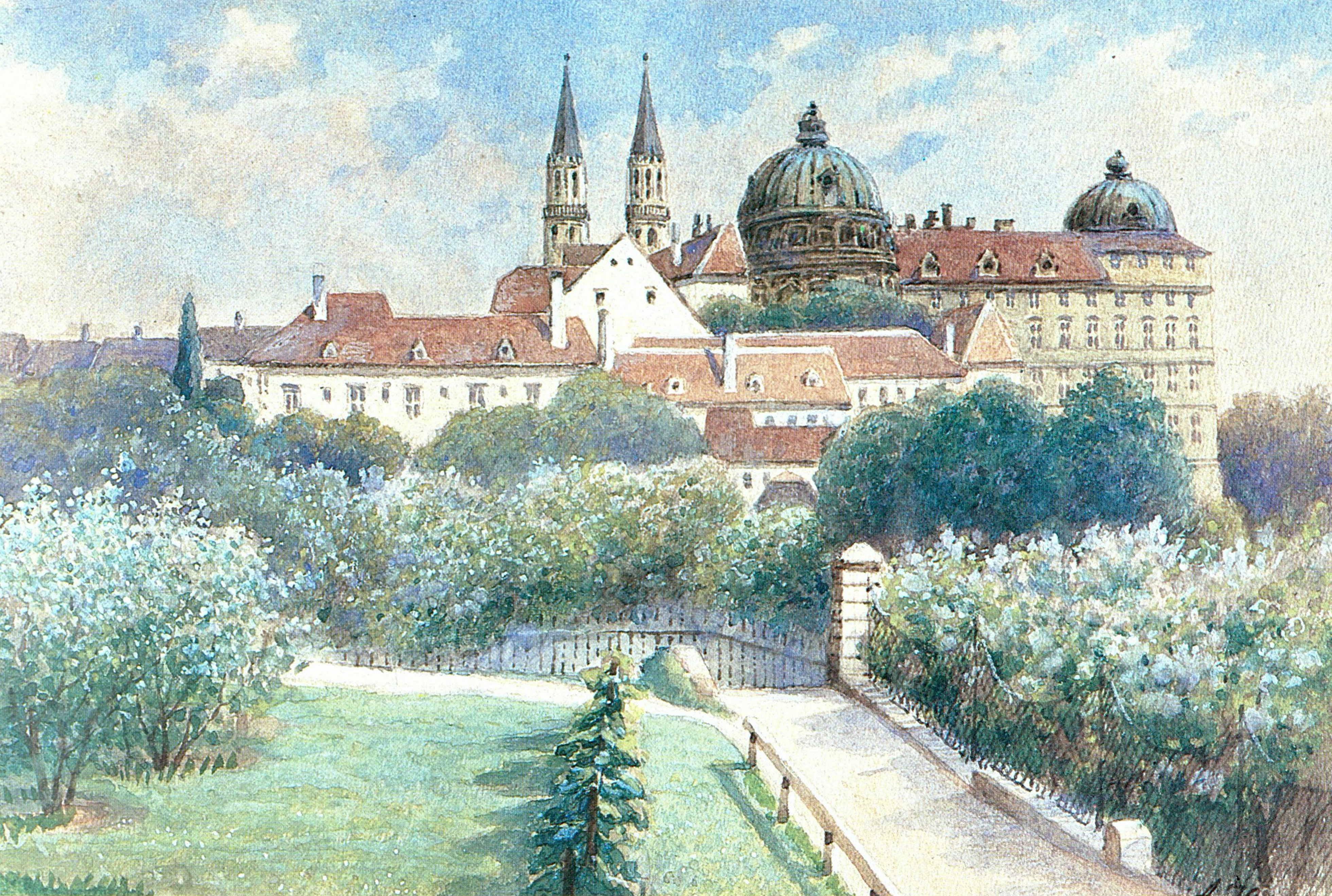
1911
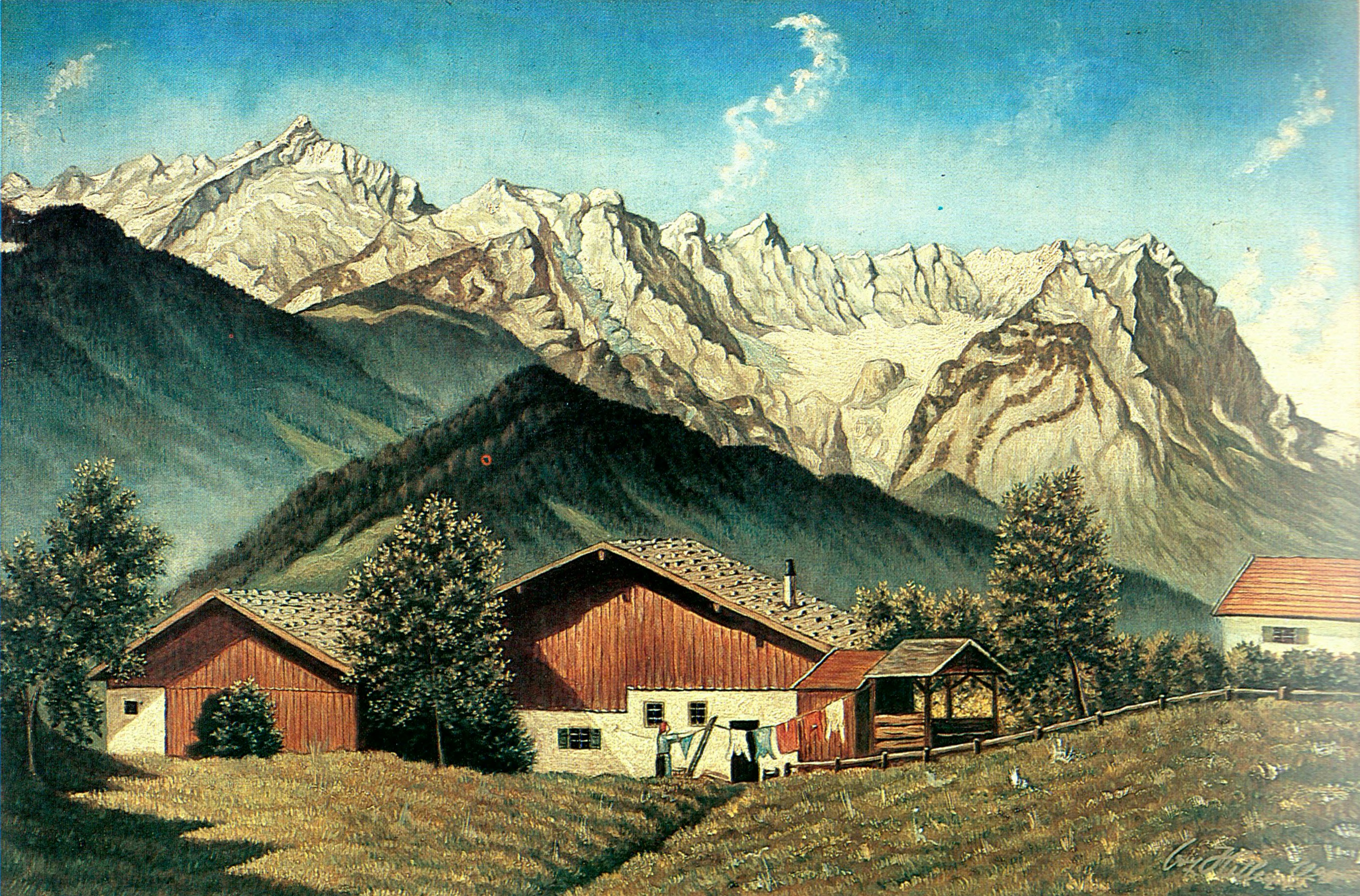
1926
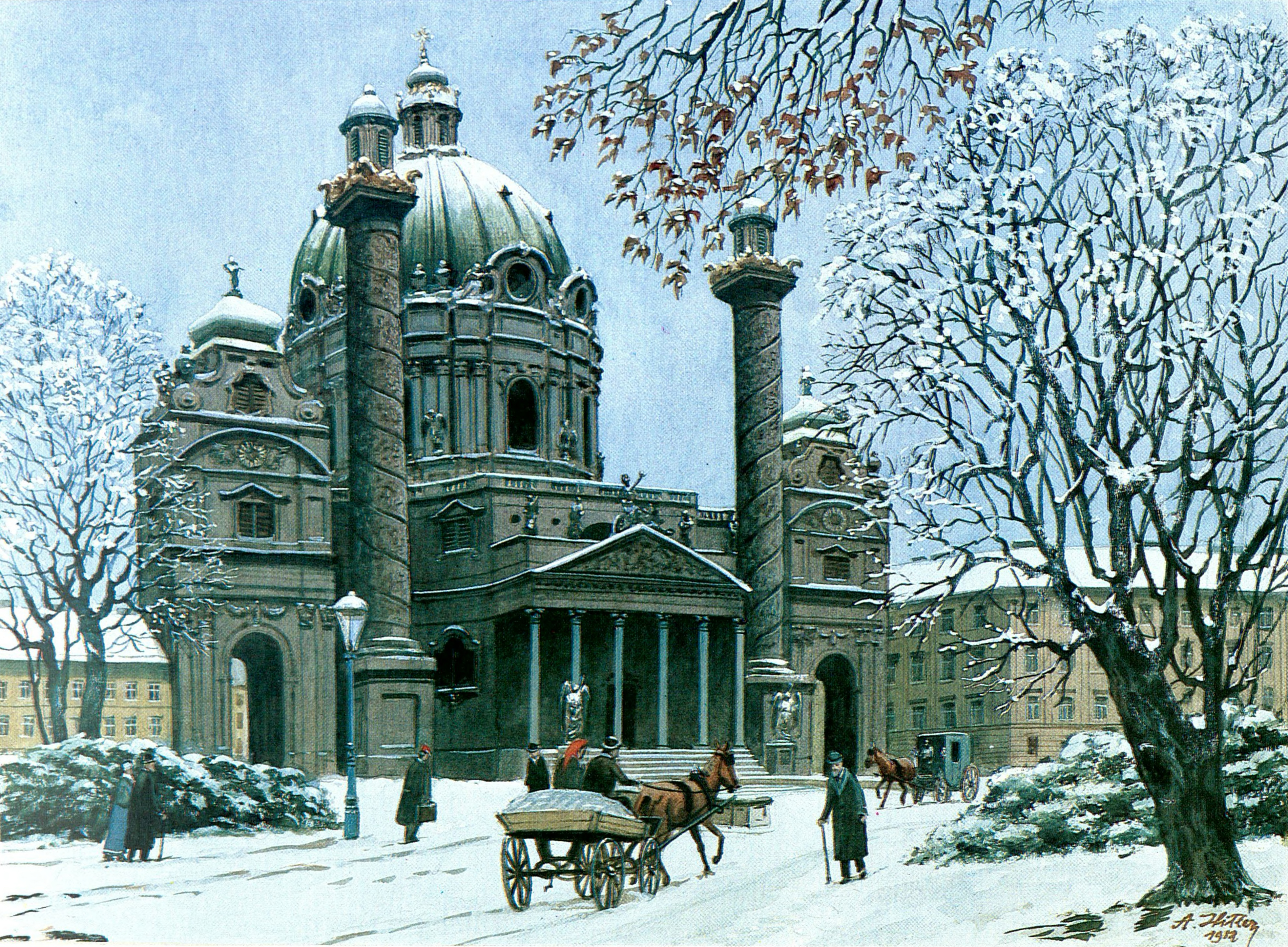
1912
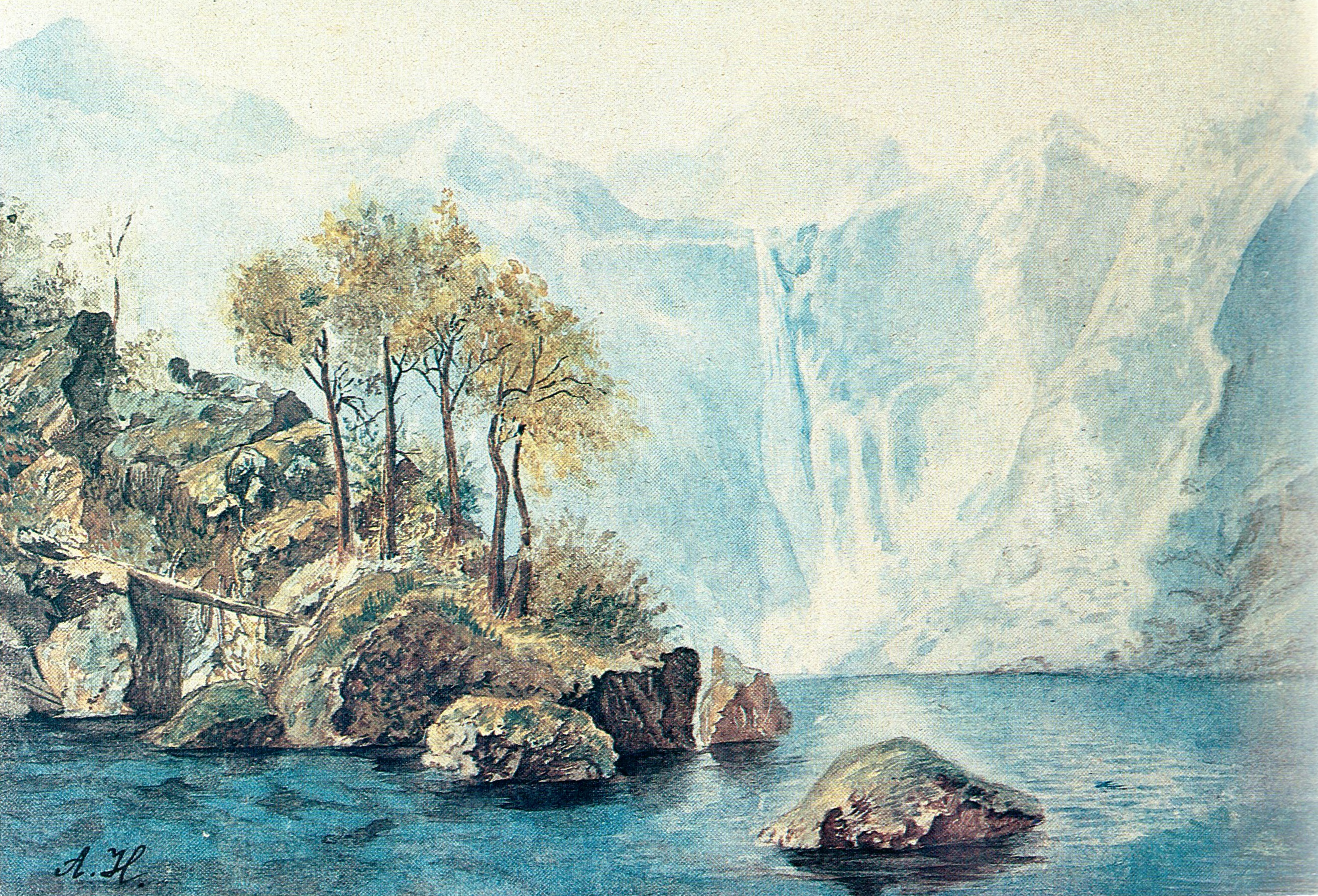
1910
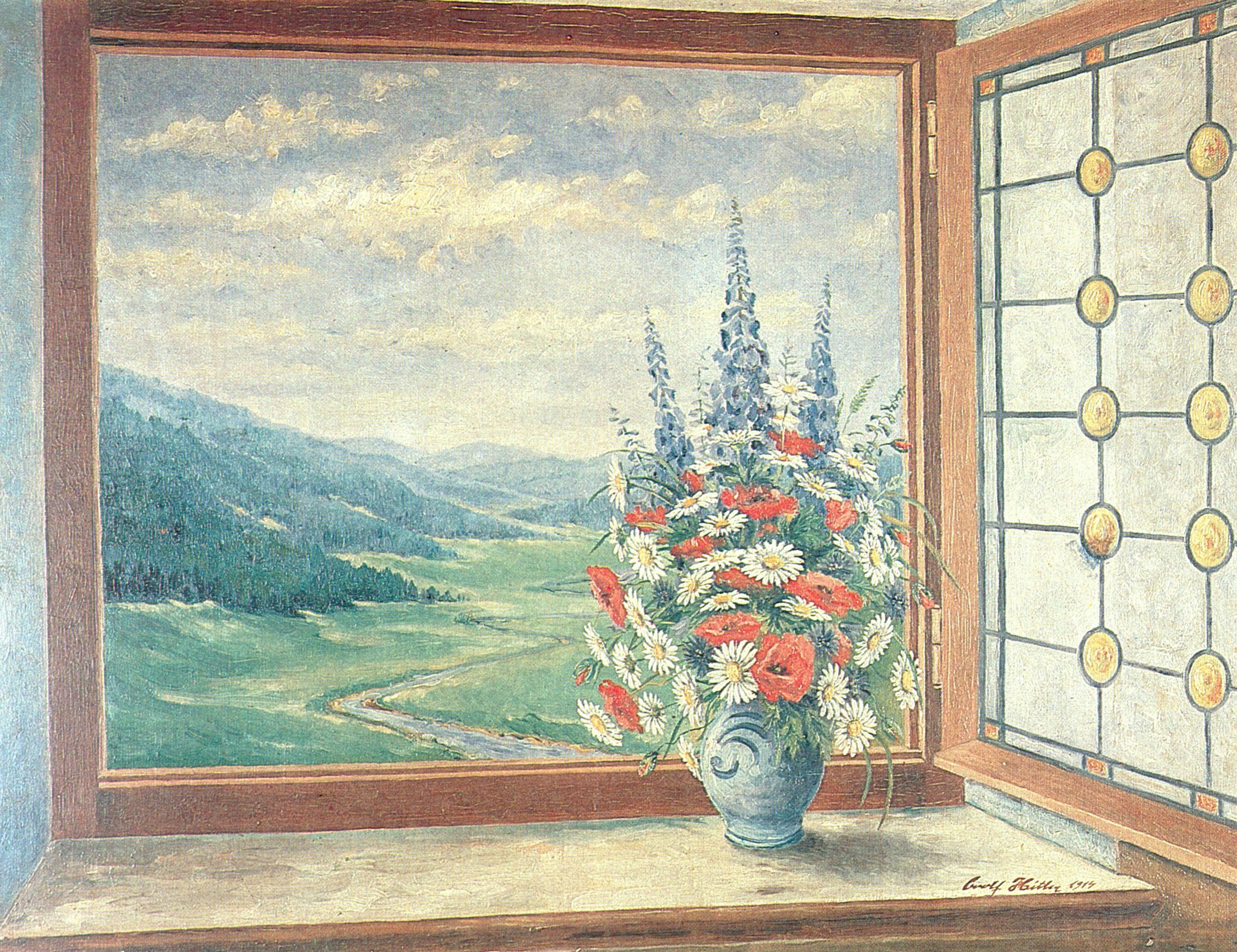
1914
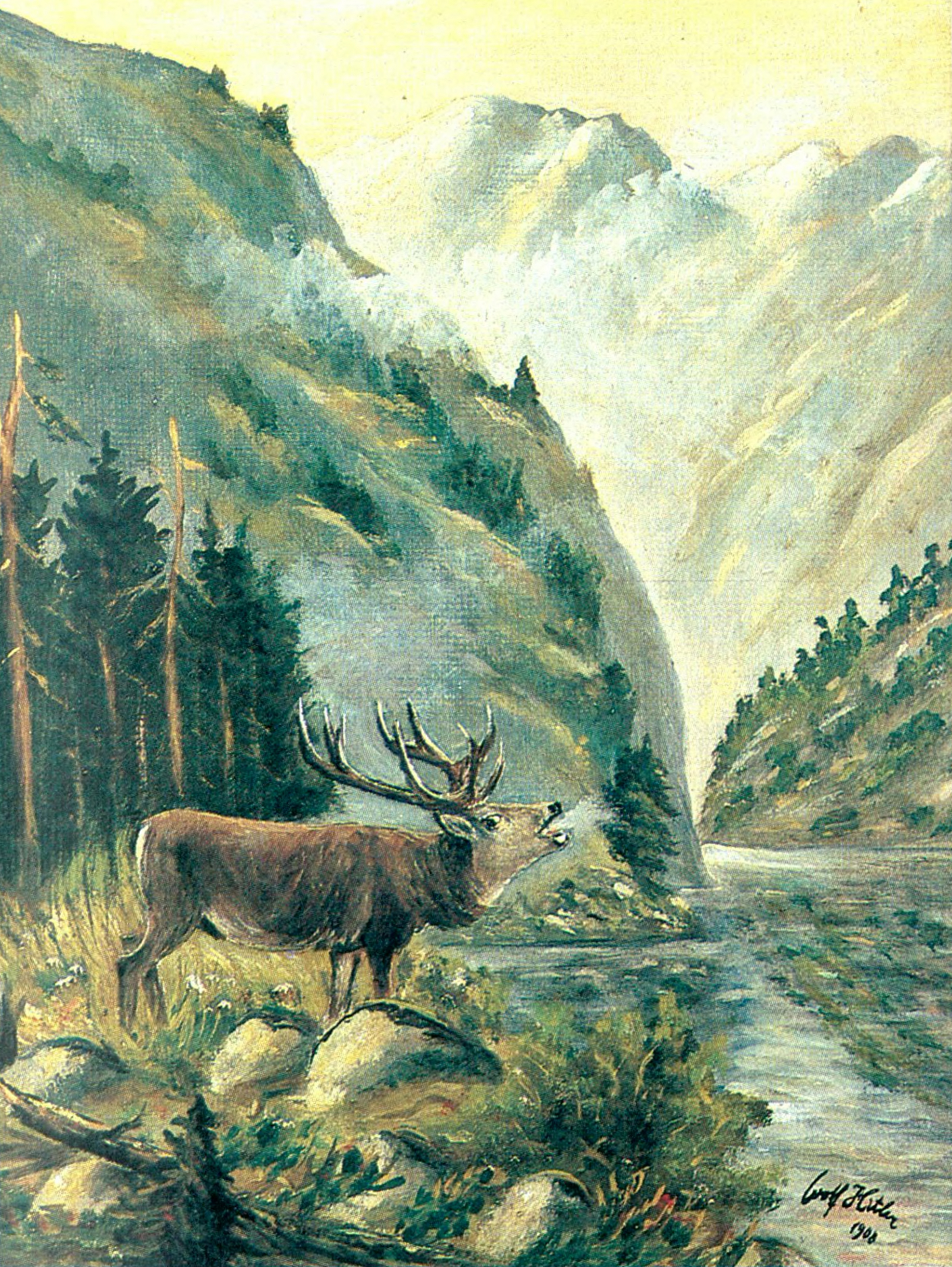
1908
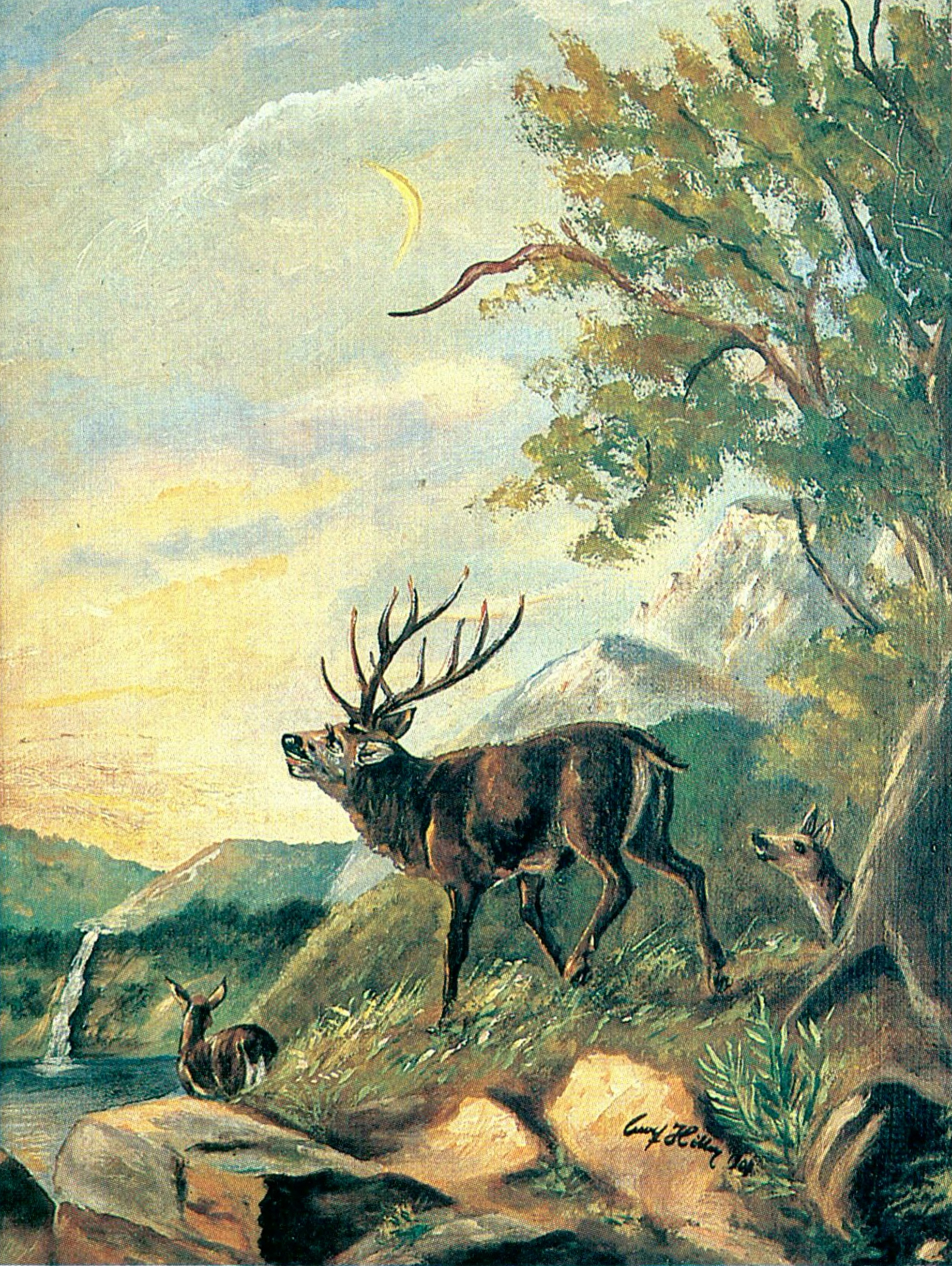
1908
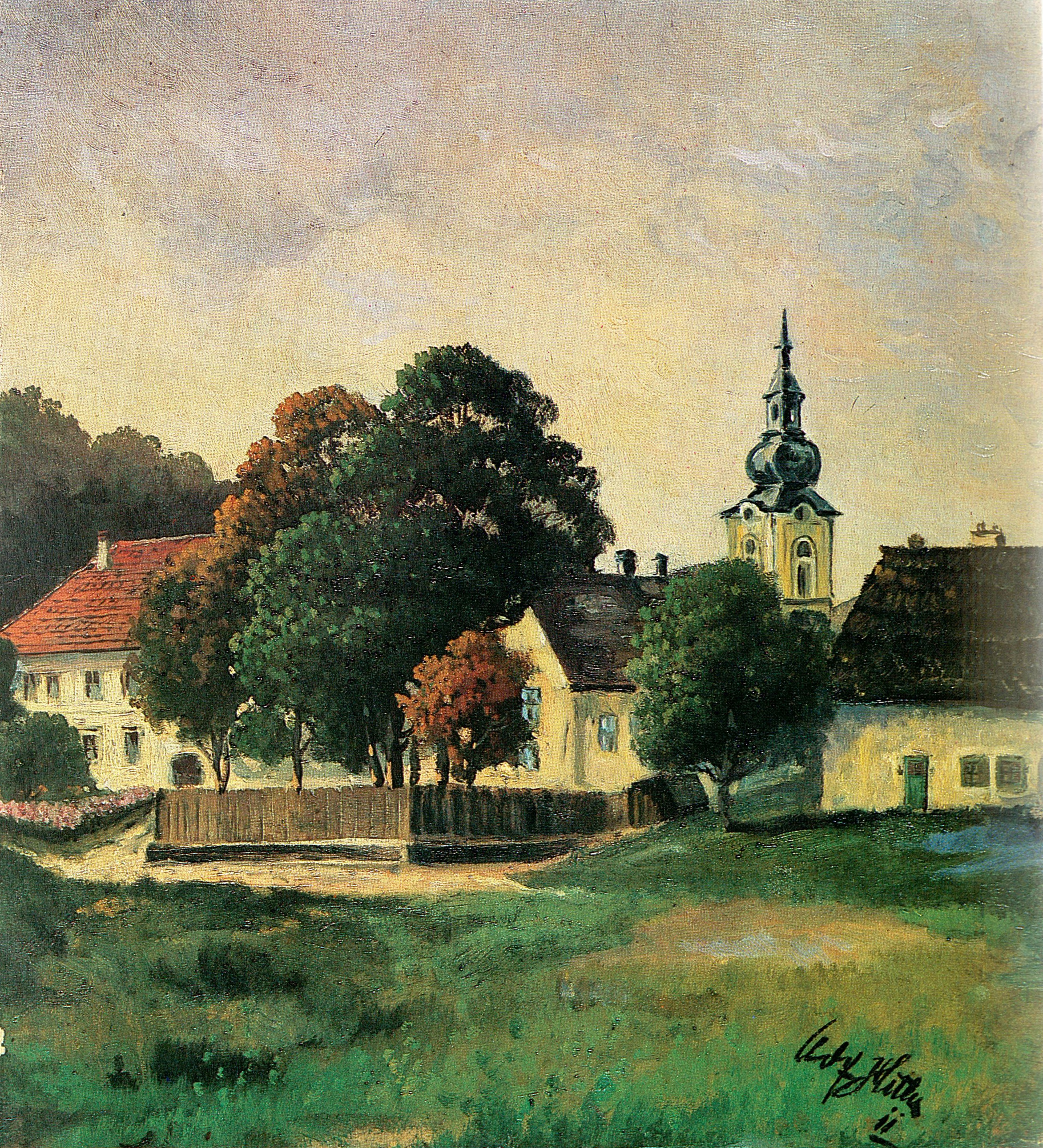
1911
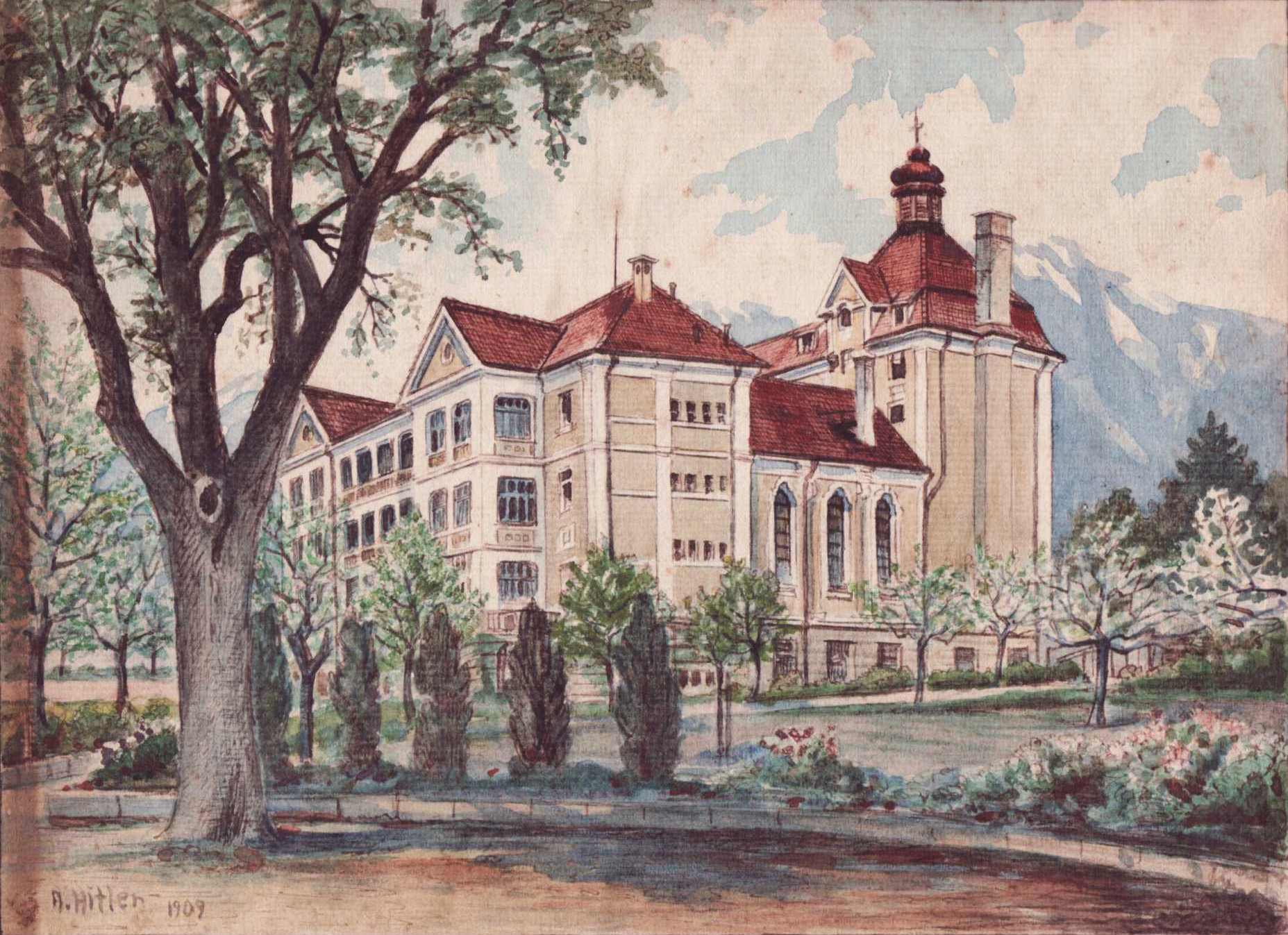
1909
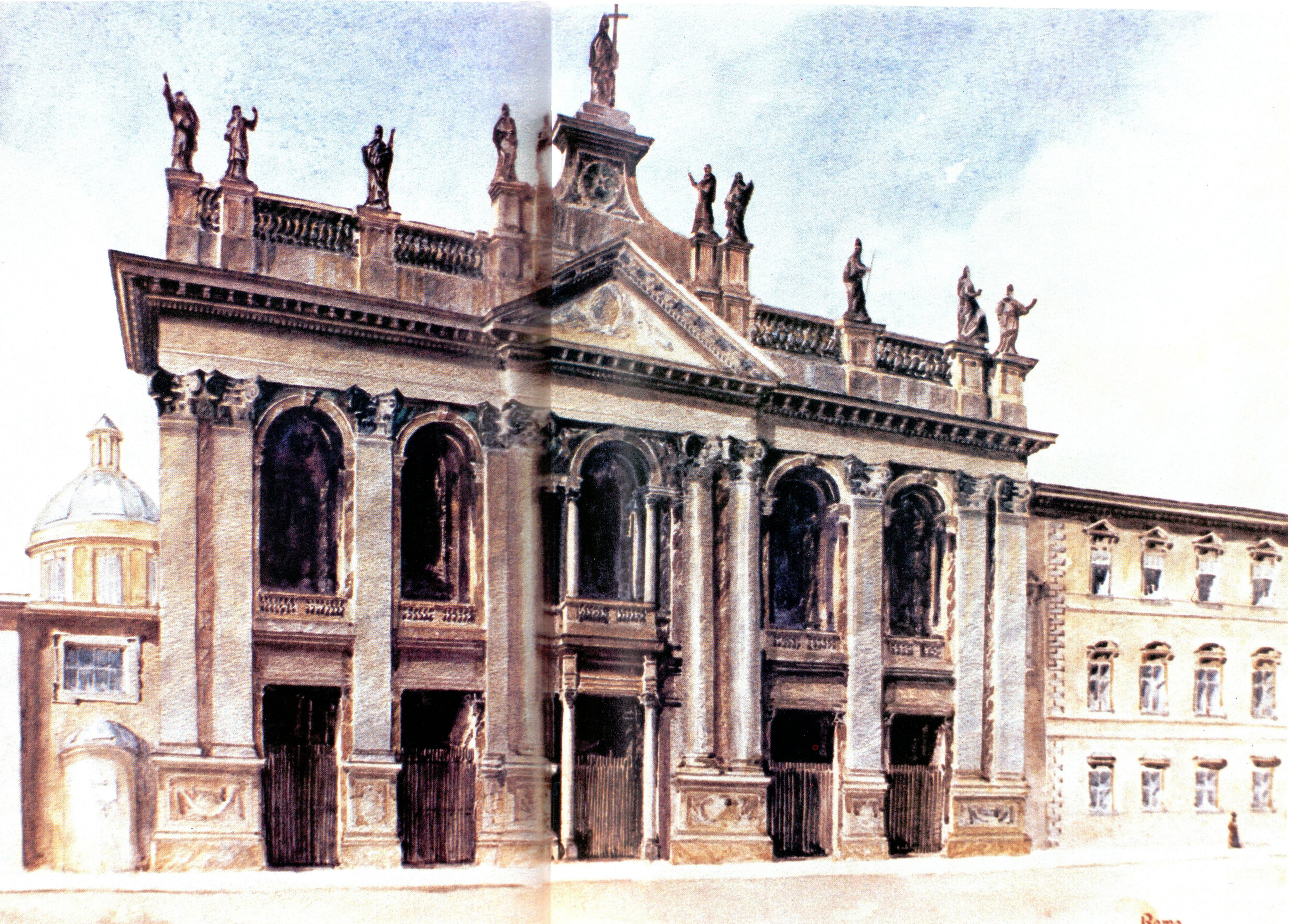
1910-1912
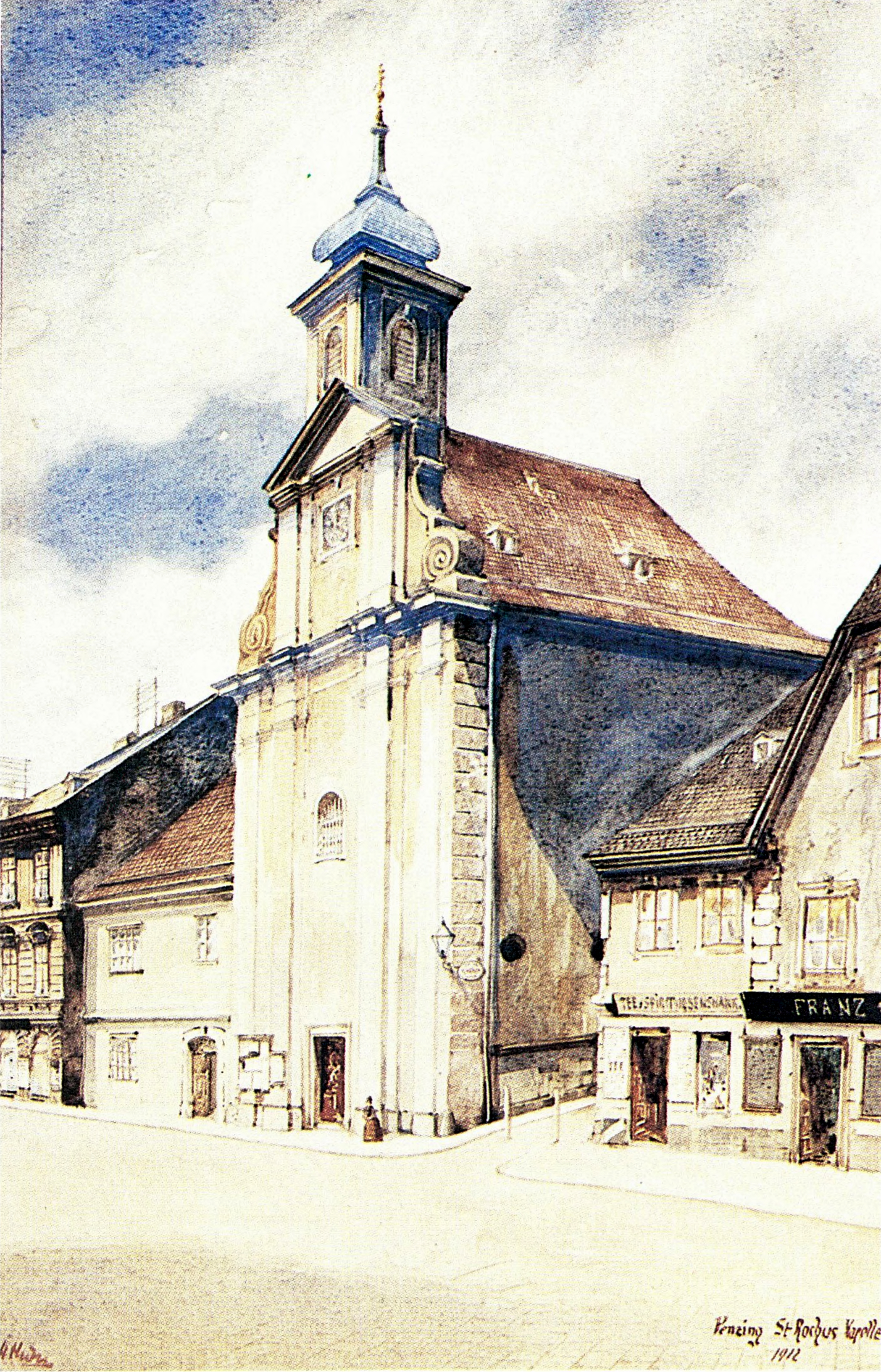
1912
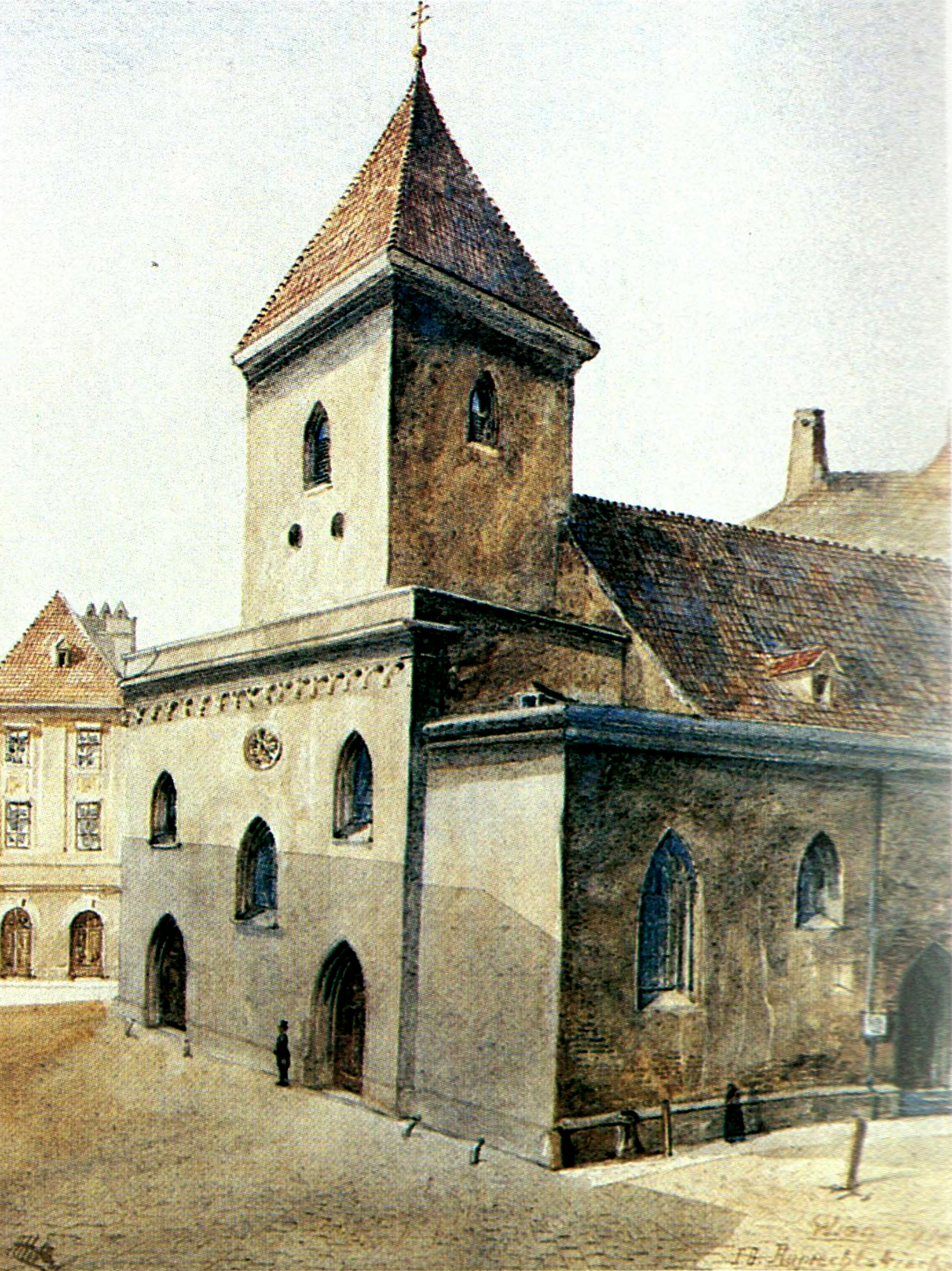
1912
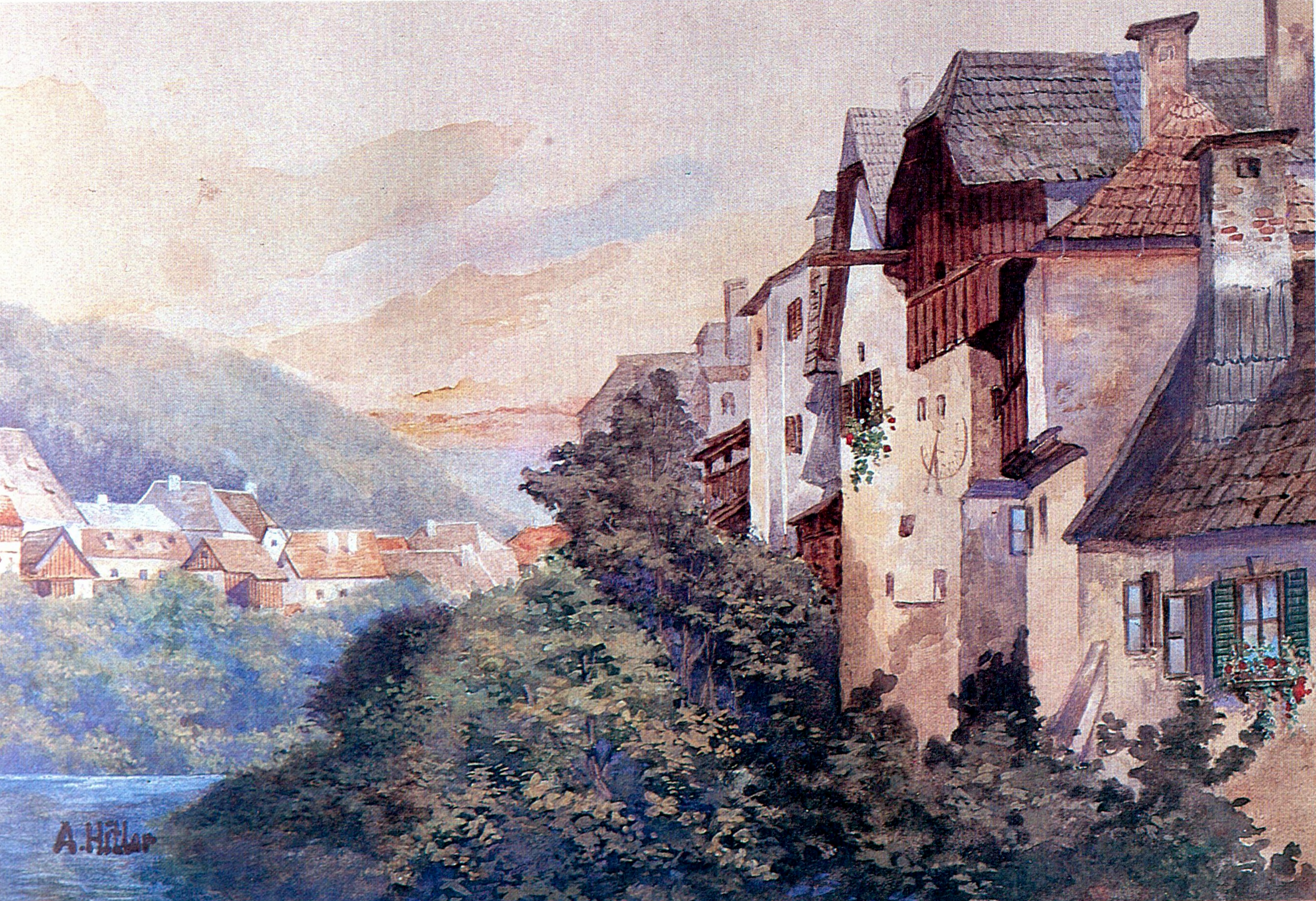
1909-1910
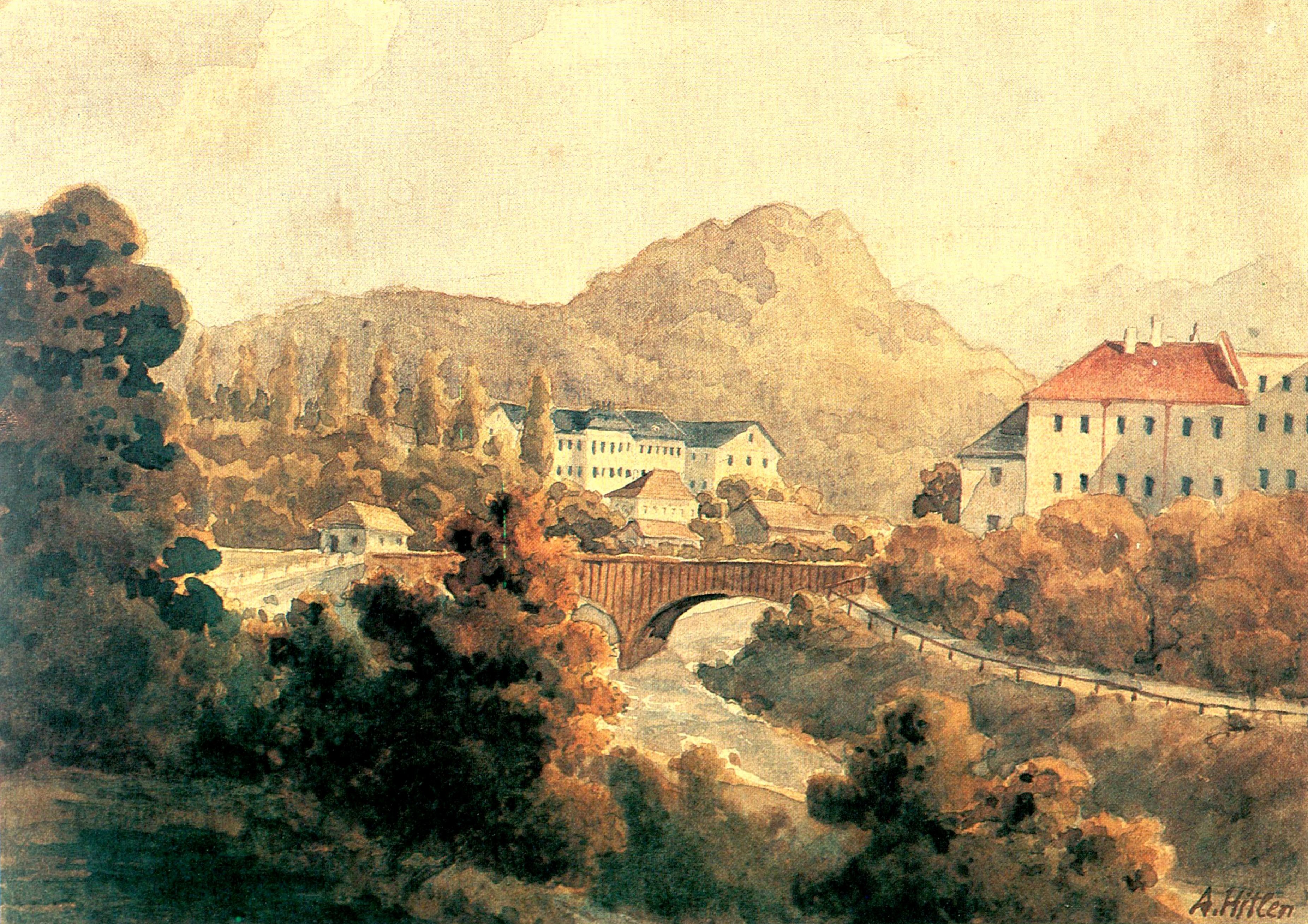
1909
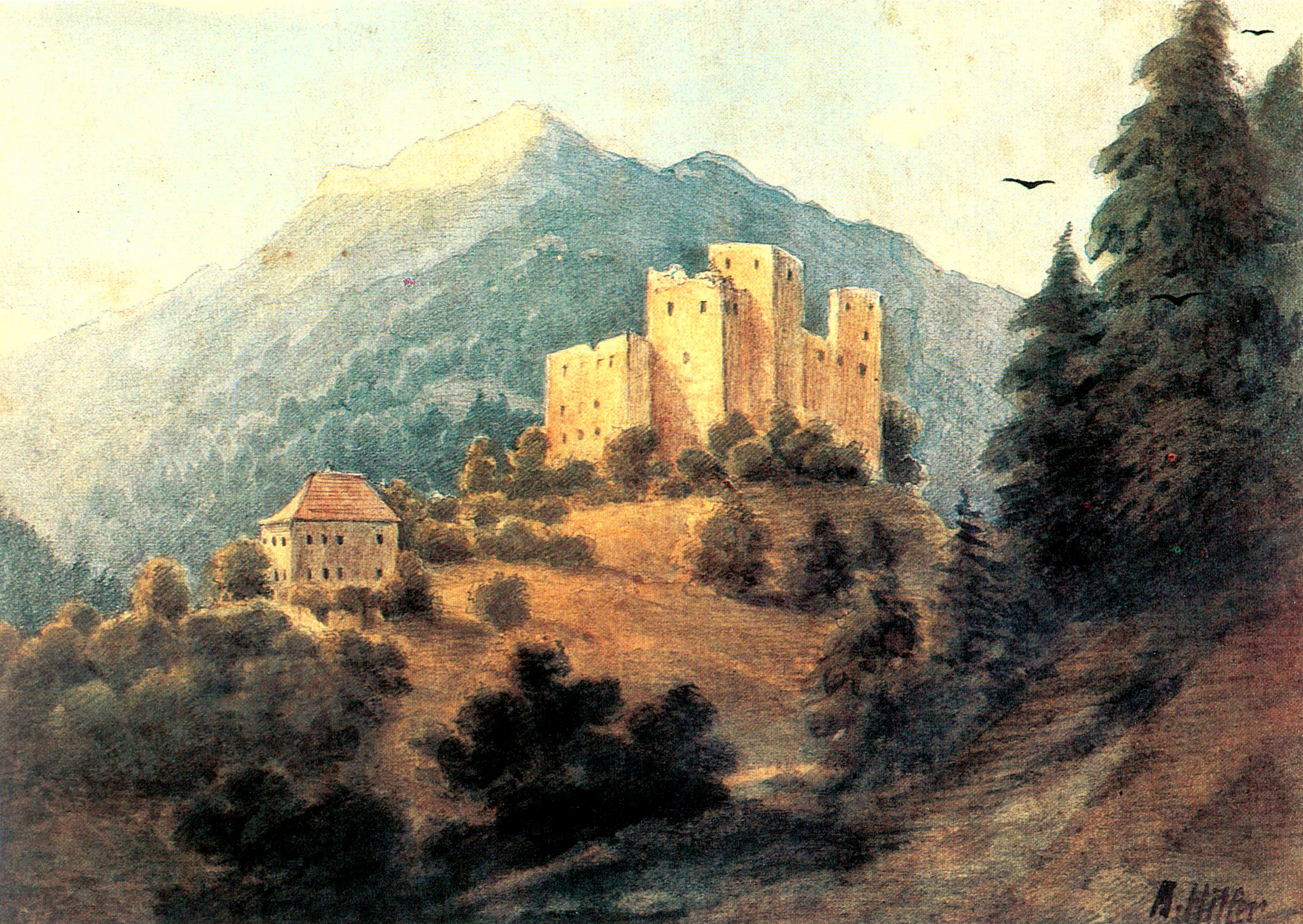
1909
1914
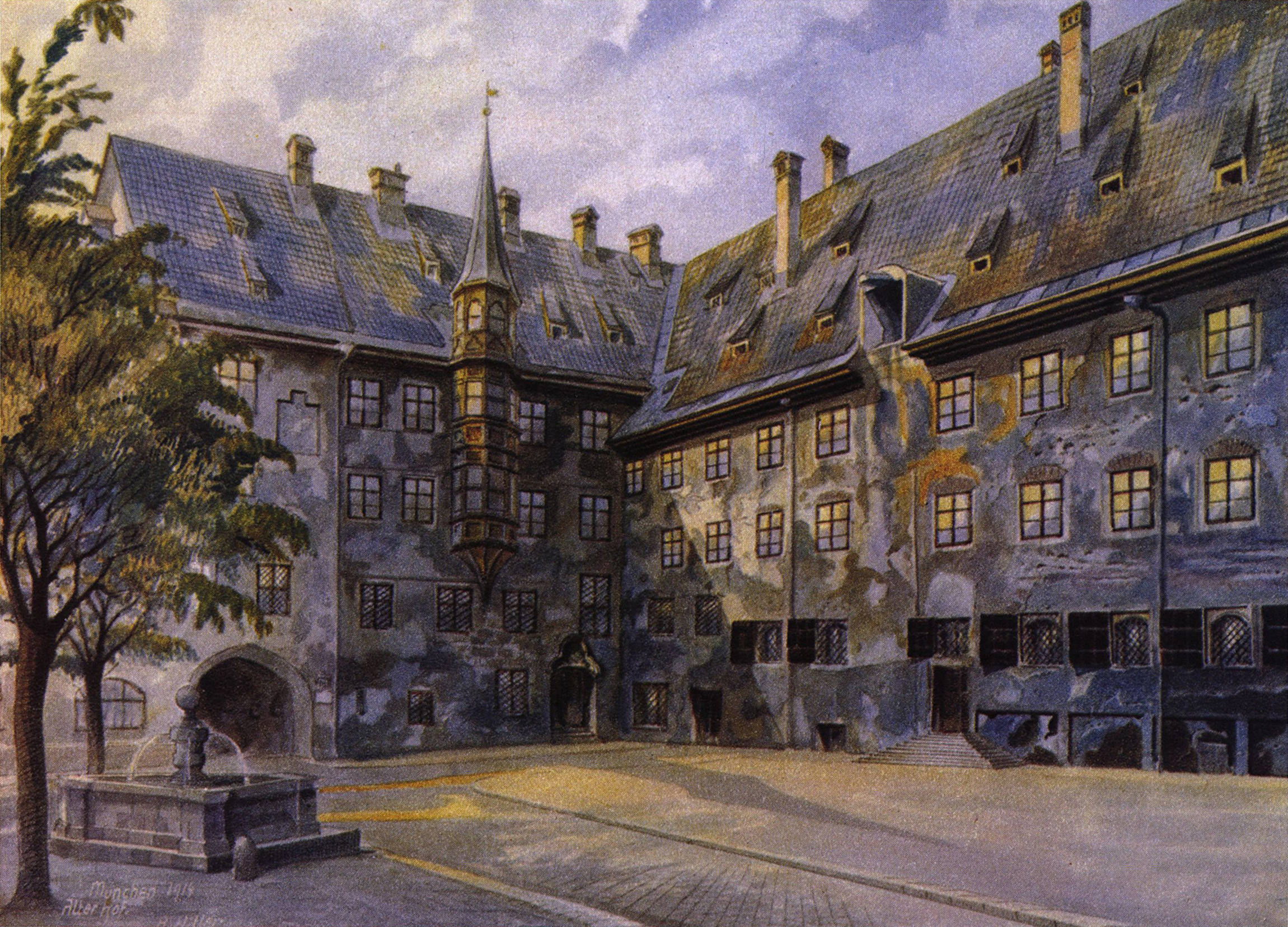
1914
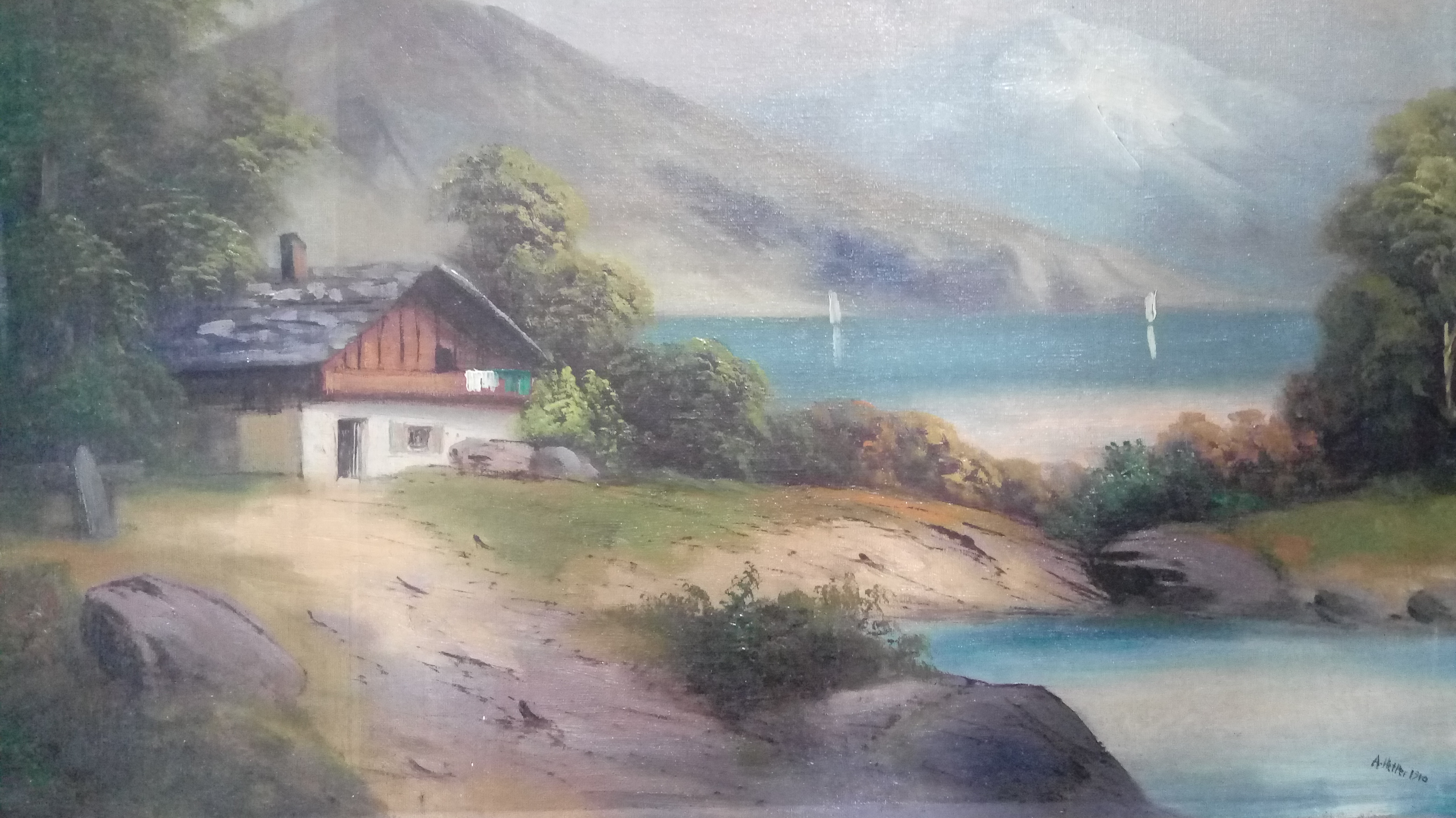
1910
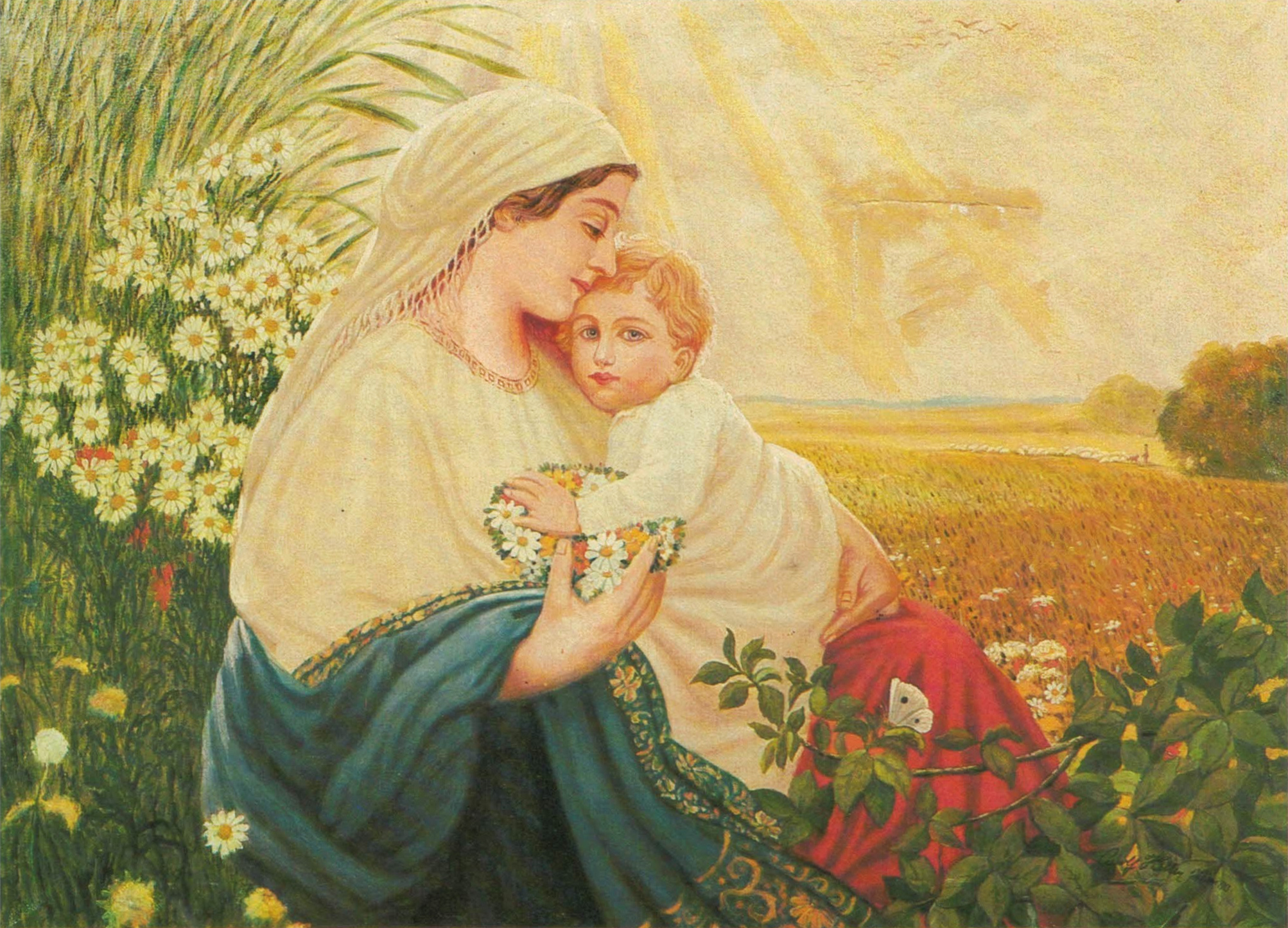
1913
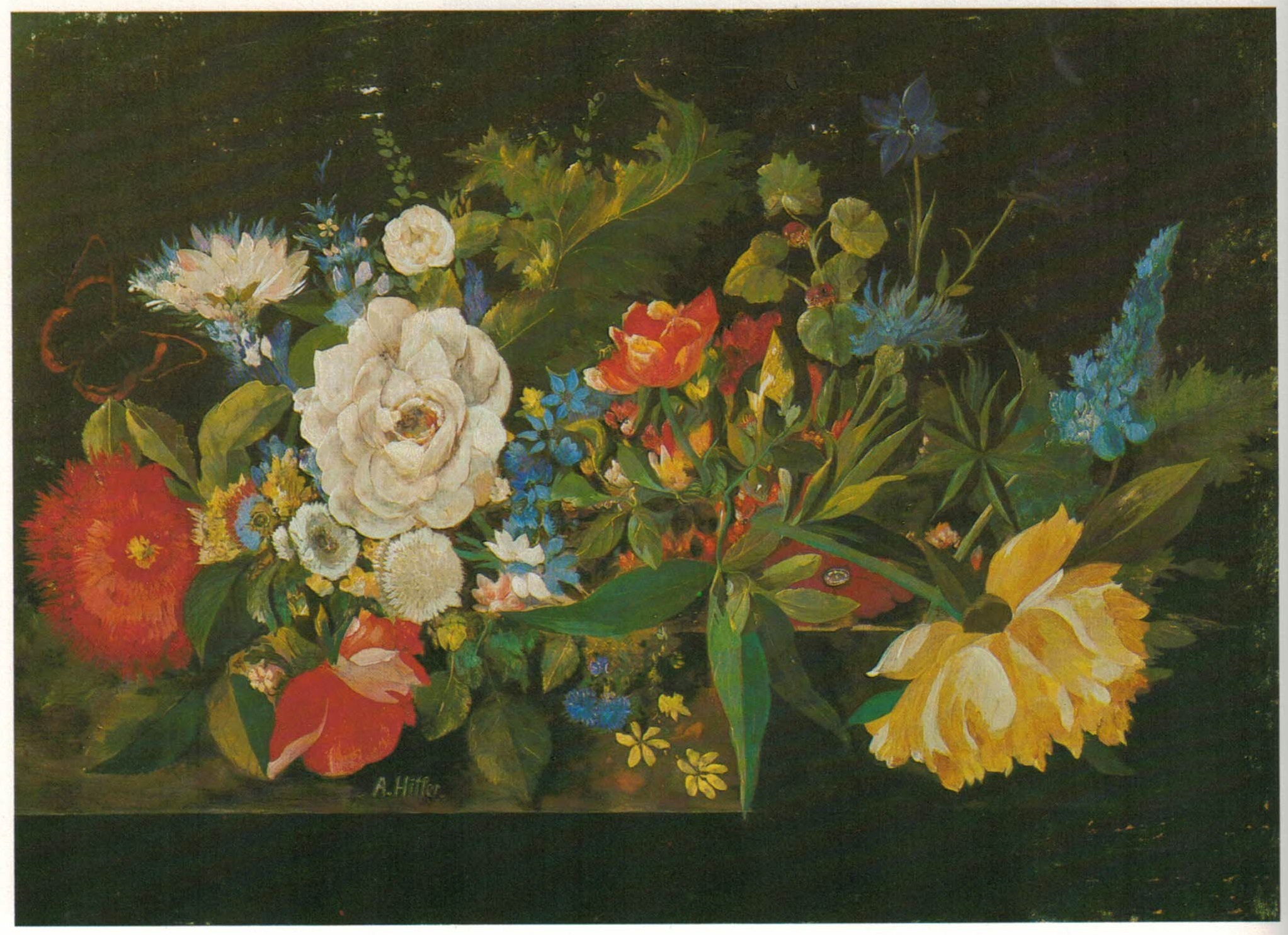
1909-1913